# Чехія
Че́хія (чеськ. Česko), офіційна назва — Че́ська Респу́бліка (чеськ. Česká republika; абревіатура ЧР — чеськ. ČR), раніше відома як Богемія (лат. Bohemia, чеськ. Čechy) — держава в центральній Європі без виходу до моря, що межує на півночі і заході з Німеччиною, на північному сході — з Польщею, на південному сході — зі Словаччиною та на півдні — з Австрією. Чехія займає 78 866 км² і має горбистий ландшафт з переважно помірним континентальним та морським кліматами. Чеська Республіка — унітарна демократична республіка, де проживає 10,6 мільйонів жителів. Її столиця та найбільше місто — Прага, з 1,3 млн жителів; інші великі міста — Брно, Острава, Оломоуць та Пльзень. Основні річки: Морава, Лаба (Ельба), Влтава, Сазава.

## Історія

### Встановлення чеської державності
Чеська держава утворилася в кінці ІХ століття, як Чеське князівство при Великій Моравській імперії. У 1002 році Князівство було офіційно визнано імператорською державою Священної Римської імперії і стало Богемським (Чеським) королівством у 1198 році, досягнувши найбільшого територіального розмаху у XIV столітті. Прага була центром земель Богемської корони у періоди між XIV і XVII століття. Богемська реформація XV століття призвела до Гуситських війн, що спричинило період конфесійного плюралізму та відносної релігійної толерантности.
Після битви при Могачі 1526 року, усі землі Богемської корони поступово були інтегровані до Габсбурзької монархії. Повстання чеських станів протестантів (1618—1620) проти католиків Габсбургів призвів до тридцятилітньої війни. Після битви на Білій горі Габсбурги закріпили своє правління, викорінили протестантизм, знову наклали католицизм і почали політику поступової германізації. З розпадом Священної Римської імперії у 1806 році, землі Богемської корони увійшли до складу Австрійської імперії (1804—1867), а чеська (богемська) мова та література пережили відродження у наслідок поширення романтичного націоналізму. У ХІХ столітті чеські землі стали промисловим центром монархії і згодом ядром Першої чехословацької республіки, що утворилася у 1918 році після розпаду Австро-Угорської імперії по завершенню Першої світової війни.
Чехословаччина була у міжвоєнний період (після травневого перевороту в Польщі 1926 року) єдиною демократією Центральної Європи. Однак, частина країни була окупована Німеччиною під час Другої світової війни, у той час як Словацький регіон став німецькою маріонетковою державою. Чехословаччину було звільнено в 1945 році Радянським Союзом та США. Більшість членів німецькомовної меншини були вислані після війни. Комуністична партія Чехословаччини отримала більшість на виборах 1946, і після перевороту 1948 року створила однопартійну комуністичну державу під радянським впливом. Зростання невдоволення режимом завершилося в 1968 рухом реформ, відомим як Празька весна, який закінчився вторгненням під керівництвом Радянського Союзу. Чехословаччина залишалася під впливом СРСР до оксамитової революції 1989 року, яка мирно припинила комуністичне правління та відновила демократію та ринкову економіку.

### Оксамитова революція і незалежність
Продемократичні виступи в Празі 1989 привели до виникнення багатопартійної системи, включаючи Громадянський форум під керівництвом Вацлава Гавела; у грудні 1989 сформувався коаліційний уряд, президентом був призначений Гавел, обраний потім на багатопартійних виборах у 1990. Громадянський форум розколовся на Громадянську демократичну партію і Громадянський рух. Вацлав Клаус став прем'єр-міністром у 1992. Рішення про відокремлення Чеської і Словацької республік було прийнято в серпні 1992, і з січня 1993 Чеська Республіка стала суверенною державою. Прийнята в ООН, ОБСЄ і Раду Європи, НАТО і ЄС.
1 січня 1993 року Чехословаччина мирно розпустилася, а її складові держави стали незалежними державами Чехія та Словаччина. Чехія вступила до НАТО в 1999 році, і Європейського Союзу у 2004 році. Країна також є членом ОЕСР, Організації Об'єднаних Націй, ОБСЄ та Ради Європи.

### Чеська Республіка
Чеська Республіка — це розвинена країна з ринковою соціально-орієнтованою економікою з високим рівнем доходу. Держава загального добробуту з європейською соціальною моделлю, універсальним медичним страхуванням та безкоштовною освітою. Посідає 14 місце в індексі людського капіталу Світового банку[джерело?], випередивши такі країни, як США, Велика Британія та Франція[джерело?]. Країна посідає високі місця і в індексах за показниками світового спокою і демократичного управління.

## Історичні особливості становлення

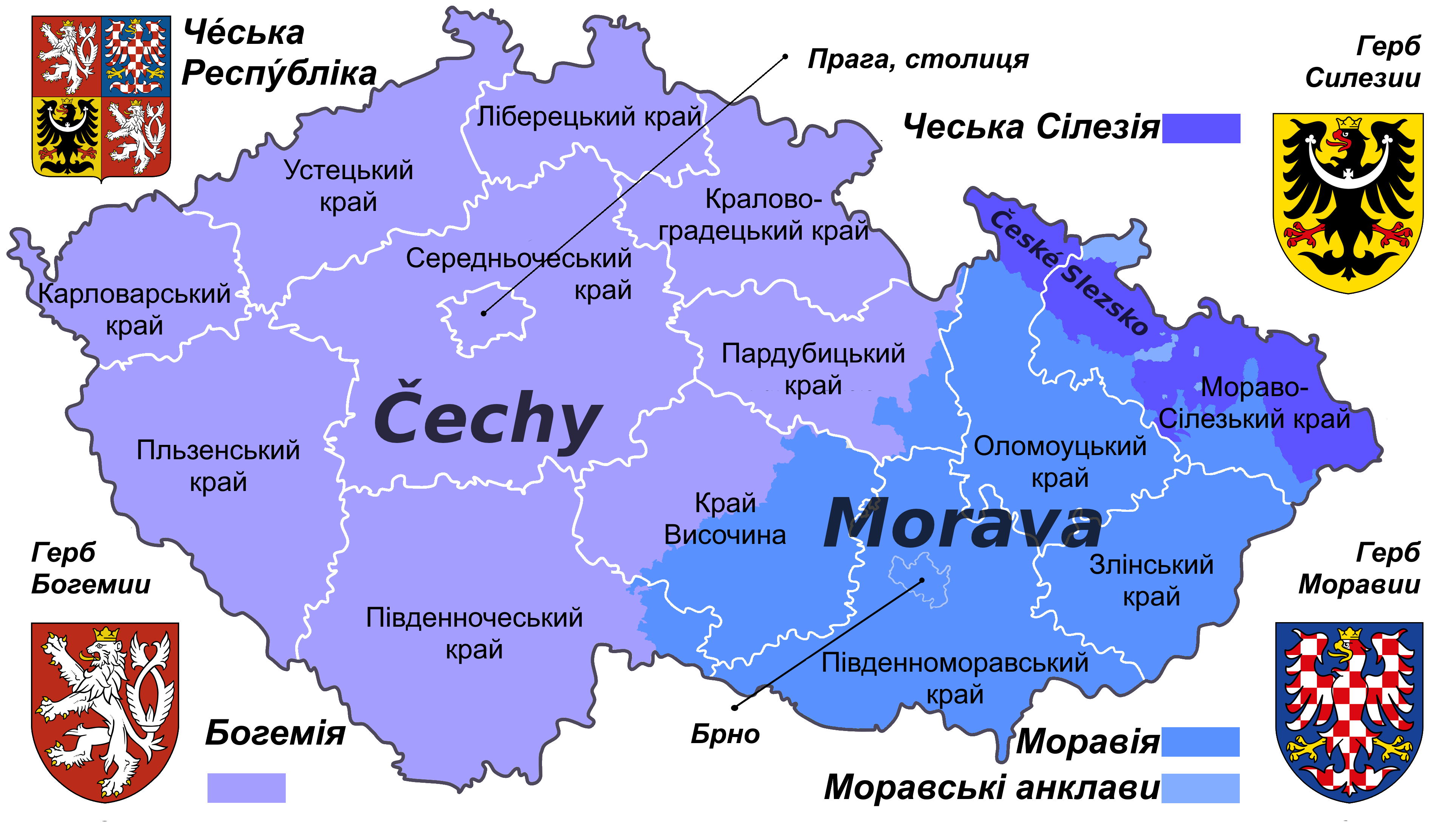
Чеські землі у порівнянні з сучасними адміністративними одиницями

На території сучасної Чехії слов'янські племена поселилися в V ст.[джерело?] Тут утворилася у VII ст. перша західно-слов'янська держава князівство Само.[джерело?] У IX ст. Чехія належала до Великоморавської держави.[джерело?] 845 року чехи прийняли західне християнство.[джерело?] У Великоморавській державі діяла з 863 року візантійська місія християнських просвітителів Кирила і Методія, яка тут поклала основи слов'янської літургії і церковнослов'янської мови. Слов'янсько-візантійське християнство, щоправда, не прищепилося в Чехії, проте залишило сильну традицію самобутности й зв'язків зі слов'янським Сходом.[джерело?]

### Богемія

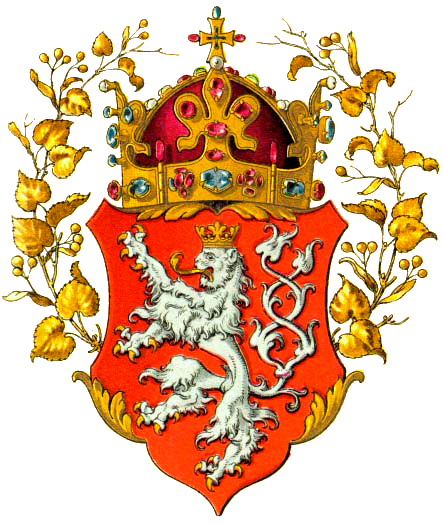
Герб Богемського королівства

У IX—X ст. на базі празького князівства в Чехії утворилася династія Пржемисловичів (Перемисловичів); князь Святий Вацлав здобув визнання для Чехії як васальної держави Священної Римської імперії. З середини XII ст. Чехія стала спадковим королівством; 1306 року вимерла династія Пржемисловичів, і чеську корону перебрала Люксембурзька династія. Згодом на троні заміняли одне одного Ягеллони і Габсбурги.[джерело?]
У XV ст. релігійний рух Яна Гуса виявив прагнення чехів до релігійно-національної самобутності проти німецької залежності. Після найбільшої в історії країни поразки в битві на Білій Горі 1620 року Чехія втратила свою незалежність на 300 років, ставши провінцією Австрії.
Протягом XVII і XVIII століть чеська аристократія денаціоналізувалася і національна культура утискалася.[джерело?] Під впливом Французької революції (1789—1799) наприкінці XVIII ст. почалося національне відродження, яке завдяки діяльності Й. Добровського, Й. Юнґмана, П. Шафарика, Ф. Палацького, К. Гавлічка-Боровського та інших набрало характеру модерного культурного і політичного руху, який сильно виявився, з одного боку, в австрославізмі (австрофільство, змагання до емансипації слов'ян в Австрії), а з другого — в російському панславізмі.

### Чехословаччина

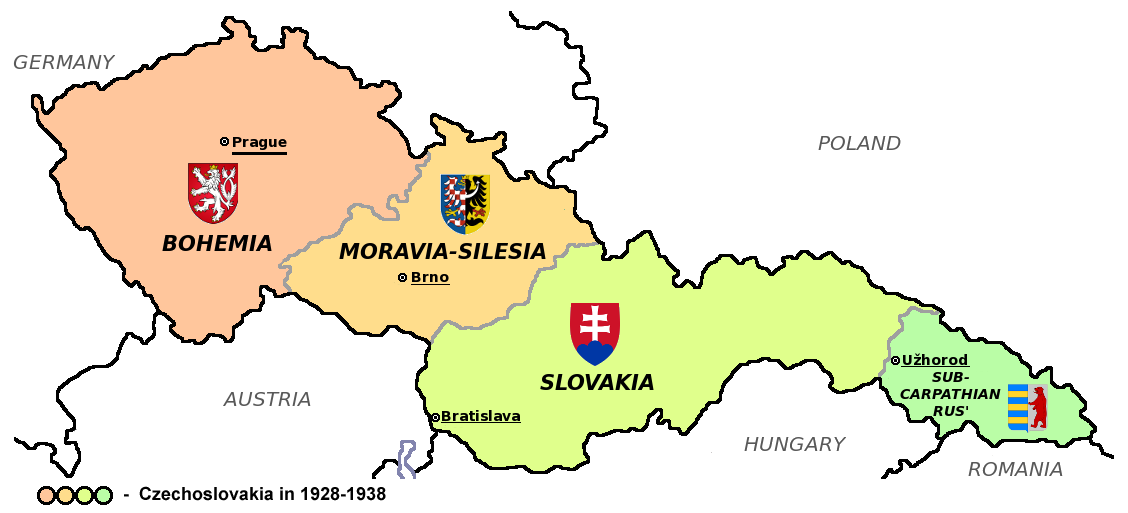
Чехословаччина у 1928—1938

Після всебічного культурного, політичного й економічного розвитку у відносно ліберальних умовах Австро-Угорщини другої половини XIX — початку XX ст. чехи по закінченню Першої світової війни здобули незалежність. Унаслідок рішень країн-переможців (Антанта), закріплених у Сен-Жерменському та Тріанонському договорах 1919 р., Австро-Угорська імперія Габсбургів була поділена на нові національні незалежні країни. Чехи разом зі словаками 28 жовтня 1918 року створили Чехословацьку Республіку на чолі з президентом Томашем Масариком.
Унаслідок Мюнхенської угоди 1938 року Чехія стала першою жертвою агресії Третього Райху напередодні початку Другої світової війни. Німеччина окупувала і анексувала населену в значній мірі етнічними німцями Судетську область. Із залишків території Чехії був утворений Протекторат Богемії і Моравії.

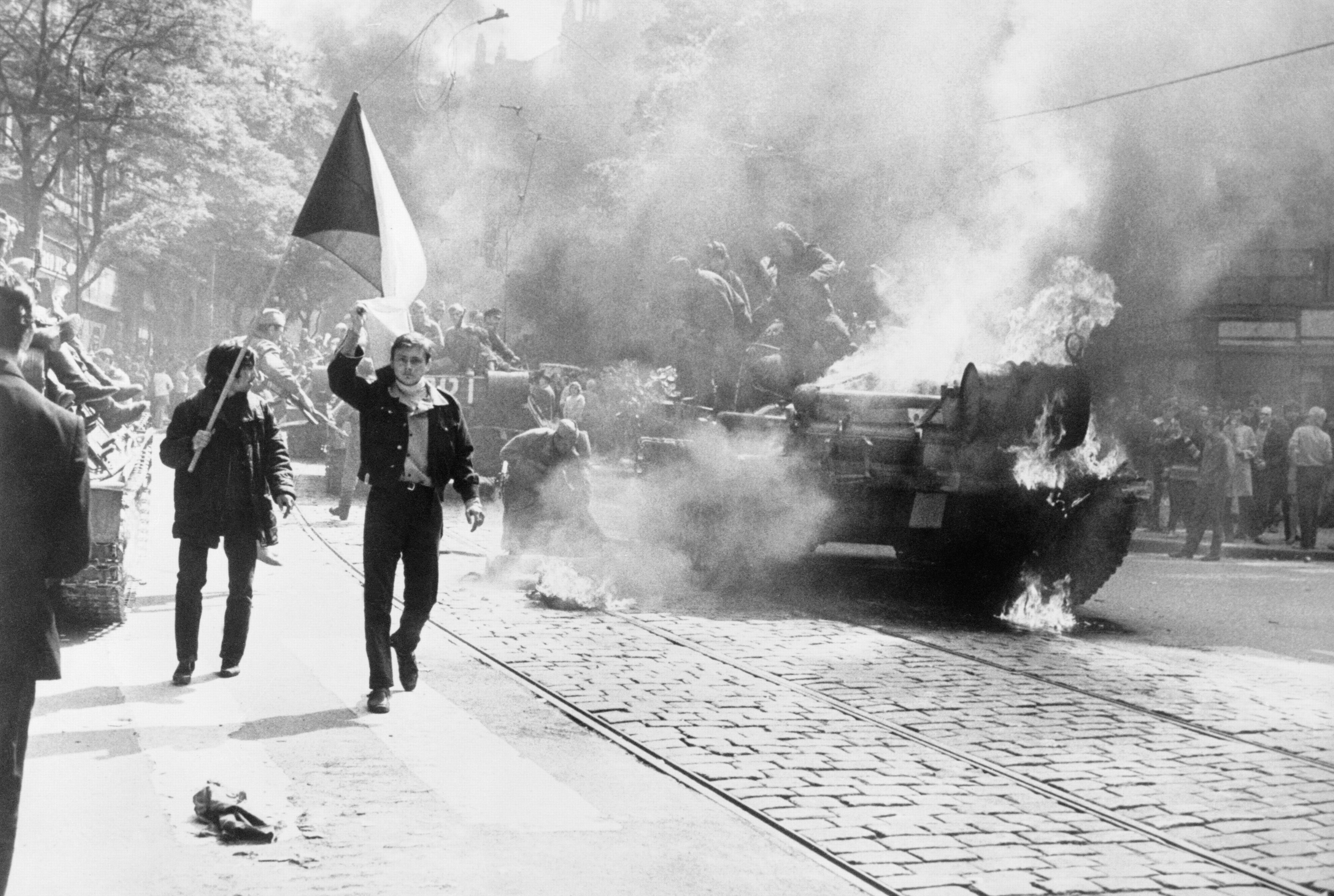
Окупація Чехословаччини Радянським Союзом, 1968

Ця «інтродукція» (попередній вступ) Другої світової війни отримала назву «Судетська криза». Після перемоги країн антигітлерівської коаліції в Другій світовій війні Чехословаччина за Ялтинською угодою 1945 року опинилася у зоні впливу СРСР. Унаслідок цього законно обраний президент Едвард Бенеш був усунений шляхом поетапного державного перевороту, і до влади в 1948 році прийшли комуністи на чолі з Клементом Ґотвальдом.

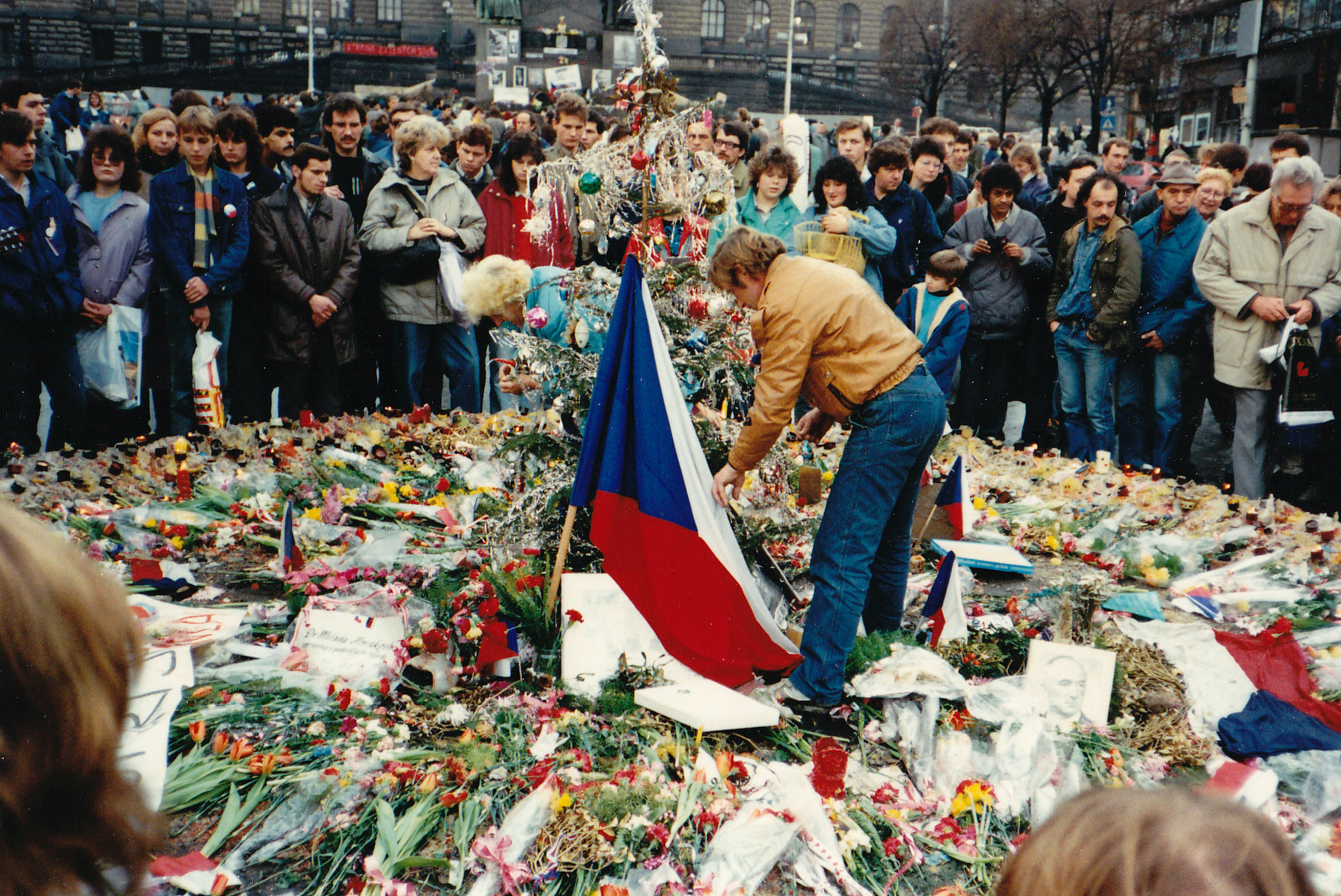
Головною фігурою Оксамитової революції був Вацлав Гавел

Чеська Соціалістична Республіка в складі Чехословаччини створена в 1968 р. під час загальної лібералізації і демократизації комуністичного режиму в країні, що отримала назву «Празька весна». Улітку 1968 процес лібералізації було придушено шляхом збройної агресії з боку СРСР — вводу військ Організації Варшавського договору, державного перевороту і призначення у владні структури ставлеників і агентів Кремля.
У 1989 році відбулася антикомуністична оксамитова революція. Президентом став дисидент і драматург Вацлав Гавел. У 1993 році Чехословаччина розділилася на Чехію та Словацьку Республіку. У 1999 році Чехія приєдналася до НАТО, а в 2004 році — до Європейського Союзу.

## Географія

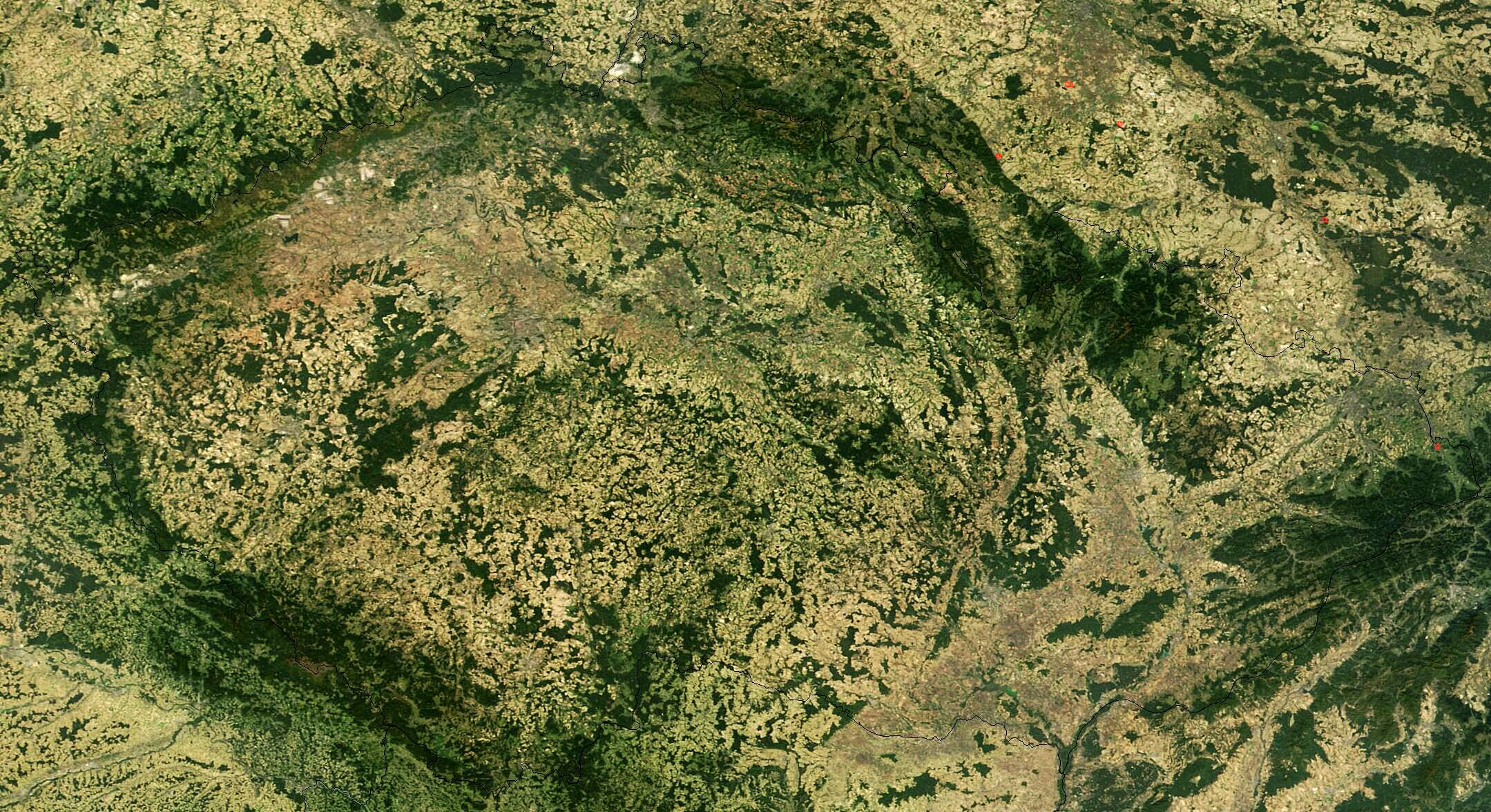
Супутниковий знімок Чехії

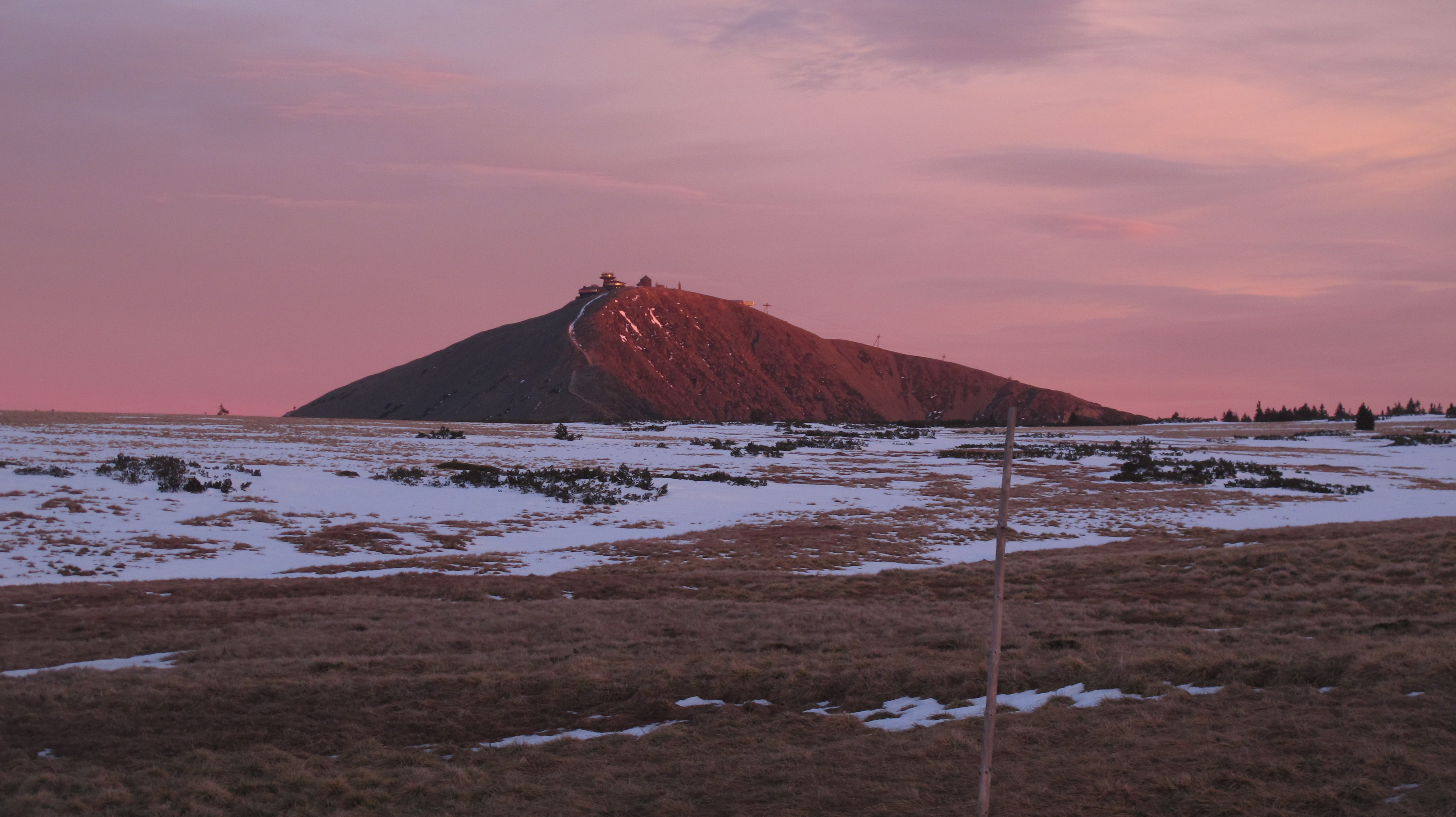
Снежка — найвища гора Чехії

Територія Чехії витягнута з заходу на схід на 491 км, з півночі на південь — 282 км. Протяжність державних кордонів становить 2303 км. На півночі Чехія має спільний кордон із Польщею (786 км), на сході зі Словаччиною (488 км), на півдні з Австрією (приблизно 500 км), на заході і півночі — з Німеччиною (811 км).
Чеський ландшафт вельми різноманітний. Західна частина (Богемія) лежить у басейнах річок Лаби (Ельба) і Влтави (Молдау), оточених в основному низькими горами (Судети і їхня частина — Карконоші), де знаходиться найвища точка країни — гора Снєжка заввишки 1602 м. Моравія, східна частина, також досить горбиста і в основному лежить у басейні річки Морава (Марх), а також містить витік річки Одри.
Чехія — країна височин і середньовисотних гір. На заході — Чеська височина, на південному заході — Шумава, на північному заході — Рудні гори (Крушне-Гори).
Клімат помірний, перехідний від морського до континентального, з теплим літом і холодною, похмурою і вологою зимою. Влітку середня температура повітря +20 °C, взимку −5 °C.
Найважливіші річки: Лабе (Ельба) з притокою Влтава; Одра. Річки Чехії течуть у три моря: Північне, Балтійське і Чорне.

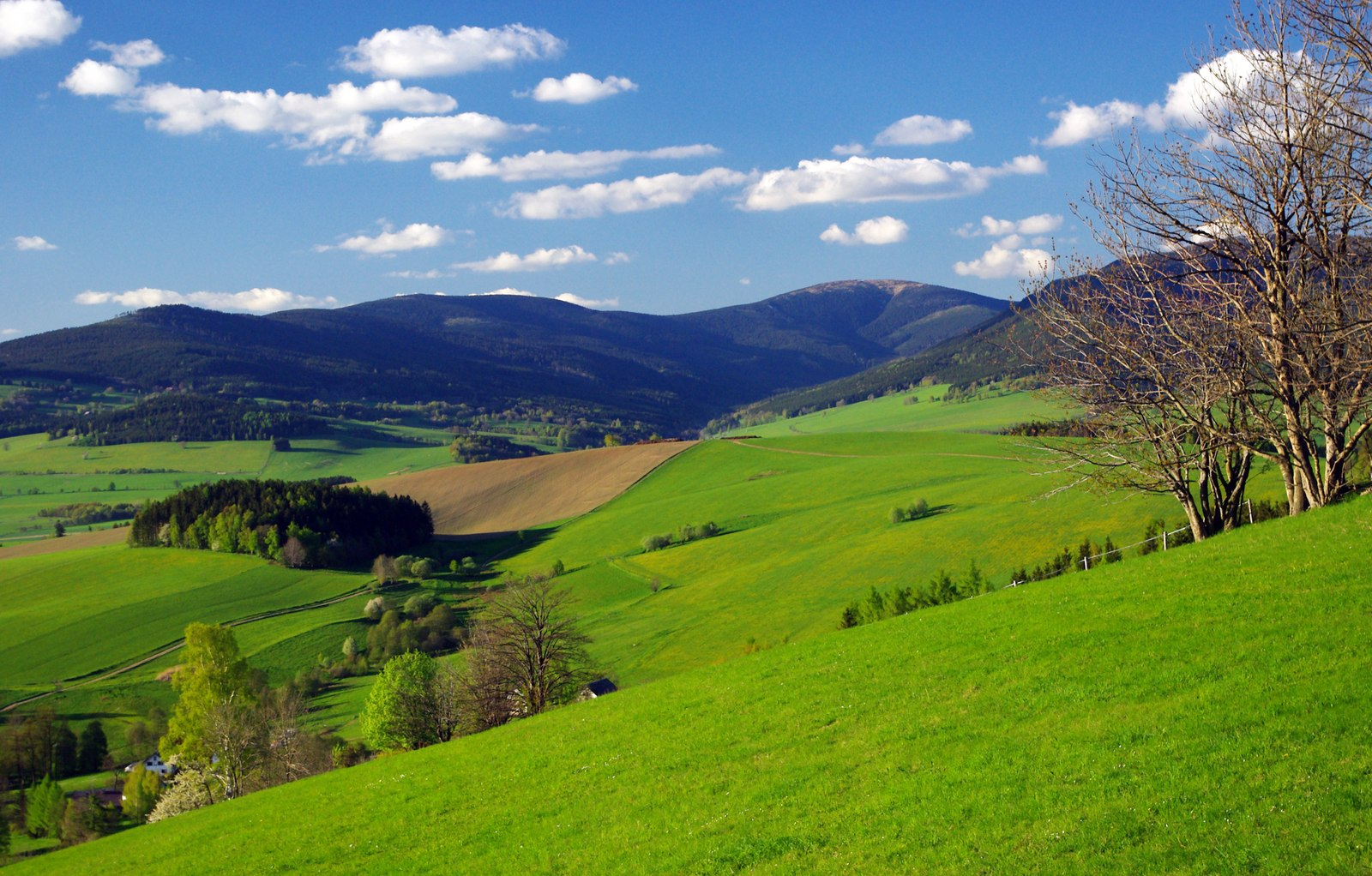
Узвишшя Кралицького Снєжника

### Охорона природи
Охорона природи в Чехії має довготривалі традиції. Найперші в Європі природні заповідники — Жофінський одвічний ліс і Боубінський одвічний ліс у Шумаві — заявлені ще в 1838 році. У 1995 році у Чехії налічувалося 27 великих і 136 невеликих територій, що охороняються, загальною площею 11 848 км², що становить 14 % території країни. У країні відкрито 4 національні парки з 24 заповідними ландшафтними областями і 124 національні природні заповідники; багато інших видів територій і пам'яток природи, що охороняються. 4 біосферні заповідники охороняються ЮНЕСКО. 1991 року прийнято Державну програму з охорони навколишнього середовища.

## Адміністративний поділ
Адміністративно-територіально Чехія поділяється на 14 областей, у тому числі Прага як столичне місто. Області, у свою чергу, мають 77 районів, до яких входять 6242 населені пункти.
| Код | Регіон                  | Столиця           | Населення | Площа (км²) | Густота населення (км²) | GDP     | GDP/cpa |
| A   | Прага (столиця)         | Прага (столиця)   | 1,170,571 | 496         | 2,360                   | 637,704 | 547,096 |
| S   | Середньочеський край    | Прага             | 1,144,071 | 11,015      | 104                     | 288,888 | 253,912 |
| C   | Південночеський край    | Чеські Будейовиці | 625,712   | 10,057      | 62                      | 150,970 | 251,106 |
| P   | Пльзенський край        | Пльзень           | 549,618   | 7,561       | 73                      | 137,911 | 216,639 |
| K   | Карловарський край      | Карлові Вари      | 304,588   | 3,315       | 92                      | 65,789  | 216,639 |
| U   | Устецький край          | Усті-над-Лабем    | 822,133   | 5,335       | 154                     | 188,041 | 229,146 |
| L   | Ліберецький край        | Ліберець          | 427,563   | 3,163       | 135                     | 94,451  | 229,146 |
| H   | Краловоградецький край  | Градець-Кралове   | 547,296   | 4,758       | 115                     | 133,767 | 244,549 |
| E   | Пардубицький край       | Пардубиці         | 505,285   | 4,519       | 112                     | 116,639 | 230,880 |
| M   | Оломоуцький край        | Оломоуць          | 635,126   | 5,159       | 123                     | 134,376 | 211,467 |
| T   | Мораво-Сілезький край   | Острава           | 1,257,554 | 5,535       | 227                     | 280,210 | 222,638 |
| B   | Південноморавський край | Брно              | 1,123,201 | 7,067       | 159                     | 285,855 | 254,684 |
| Z   | Злінський край          | Злін              | 590,706   | 3,964       | 149                     | 131,789 | 222,885 |
| J   | Край Височина           | Їглава            | 517,153   | 6,926       | 75                      | 121,318 | 234,530 |

## Населення
Населення Чехії становить близько 10 мільйонів осіб. Основу населення Чехії (95 %) складають етнічні чехи, що розмовляють чеською мовою. Серед іммігрантів найчисленнішу діаспору в Чехії складають українці, яких станом на 30 вересня 2010 проживало в країні 126 521. На другому місці знаходяться словаки (71 676), багато з яких після поділу в 1993 році залишилися в Чехії і складають приблизно 2 % населення. На третьому — громадяни В'єтнаму (60 605). Слідом за ними йдуть громадяни Росії (31 294) і Польщі (18 328). Інші етнічні групи включають німців (13 577), циган і угорців.

### Релігія
Згідно з дослідженнями проєкту Євробарометр, проведеними у 2005 році, лише 19 % опитаних повідомили, що вірять у Бога, 50 % вірять у якусь природну або духовну силу, і 30 % не вірять ні в що з цього.
Згідно з переписом проведеним у 2001 році, 59 % громадян Чехії не відносять себе до будь-якої релігії чи церкви. Найбільша кількість віруючих — католики (26,8 % населення), переважна більшість із яких є римо-католиками і близько 7 тис. — греко-католиками. Наступна за чисельністю група — протестанти (2,5 %), які є вірними Чеськобратської церкви євангельської (1,15 %), Гуситської чехословацької церкви (0,97 %). Православна церква Чехії налічує близько 23 тис. вірних (близько 0,2 %).

## Політична система

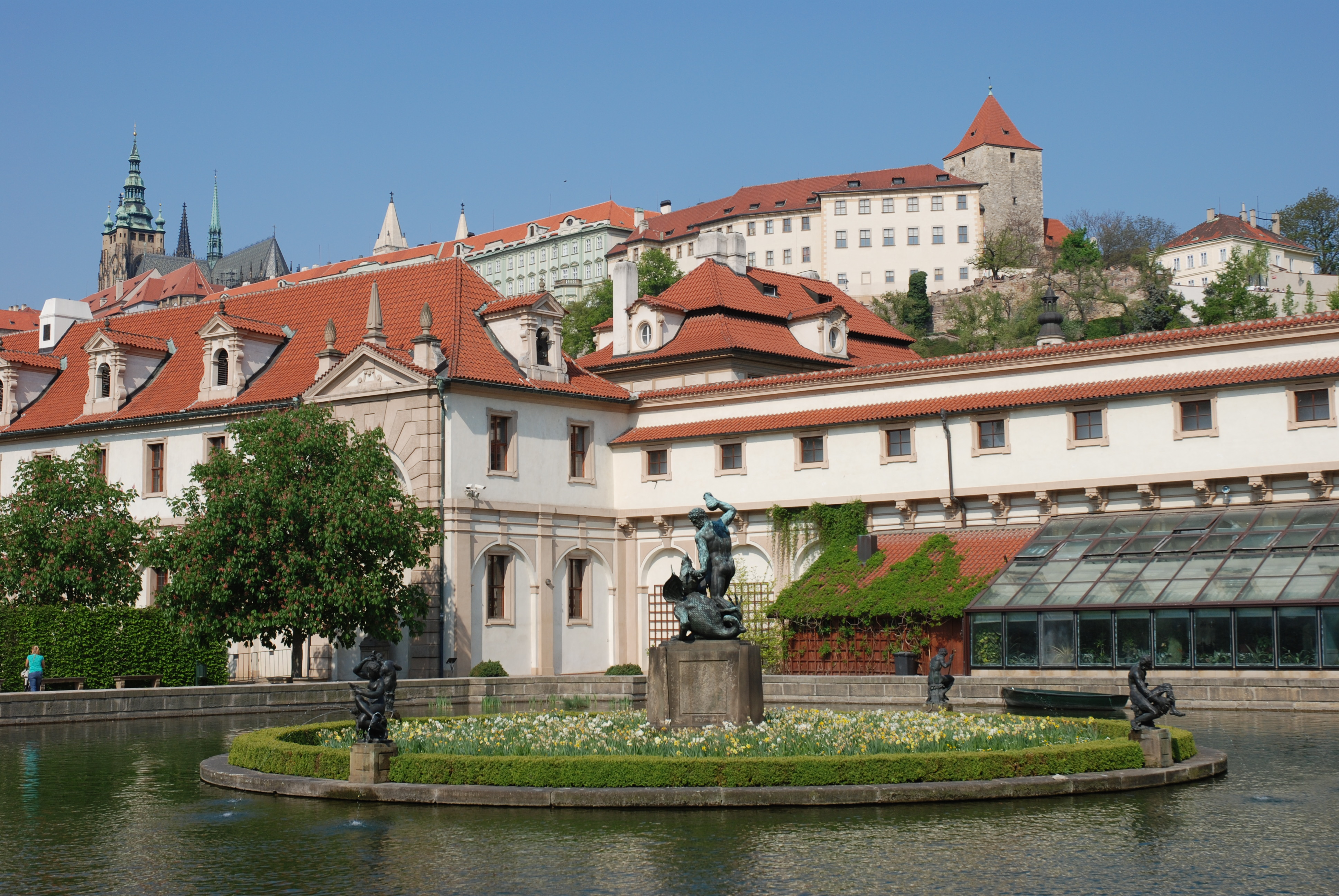
Валдштейнський палац (Сенат)

Як самостійна держава Чеська республіка з'явилася 1 січня 1993 року в результаті розділення Чеською і Словацькою Федеральних республік. Згідно з Конституцією, Чехія є парламентсько-президентською республікою. Глава держави (президент) з 2013 року обирається таємним голосуванням на засадах загального рівного та прямого виборчого права на термін п'яти років. До 2013 року Президент обирався парламентом. Президентові надані особливі повноваження: пропонувати суддів Конституційного Суду, розпускати парламент за певних умов, накладати вето на закони. Він також призначає прем'єр-міністра, який встановлює напрям внутрішньої і зовнішньої політики, а також інших членів урядового кабінету за уявленням прем'єр-міністра. Чеський парламент двопалатний, складається з палати депутатів (Poslanecká sněmovna) і сенату (Senát). 200 делегатів палати обираються на 4-річний термін, на базі пропорційного представництва. 81 член сенату служить протягом 6-річного терміну, з перевибранням третини складу кожні два роки на основі мажоритарних виборів, які проводяться в два тури. Палата депутатів — головний законодавчий орган держави, вона може поставити питання про довіру уряду (на вимогу не менше 50 парламентарів). Проєкт закону, прийнятий палатою депутатів, може не схвалити сенат (верхня палата парламенту). На відміну від сенату, палата депутатів може бути розпущена президентом ще до закінчення виборчого терміну і можуть бути оголошені дострокові вибори. Найвищий апеляційний орган — верховний суд. Конституційний суд, якому підзвітні конституційні питання, призначається президентом, і його члени служать протягом 10 років. Правляча партія — Громадянсько-демократична партія.

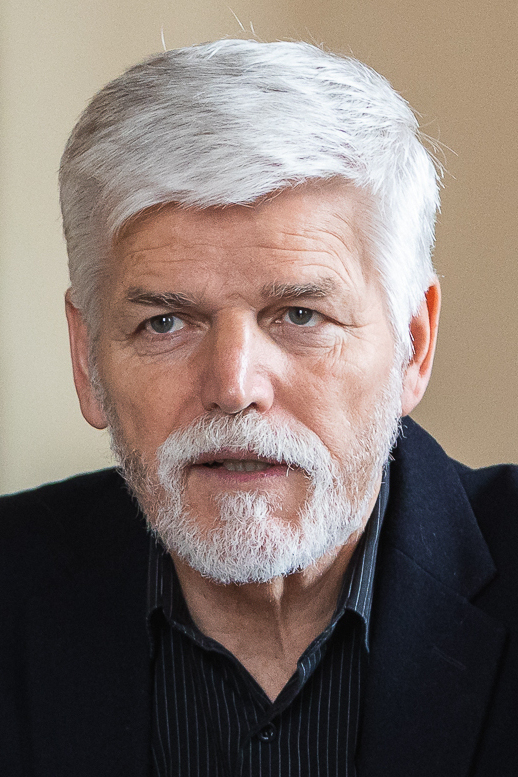
Президент Петро Павел
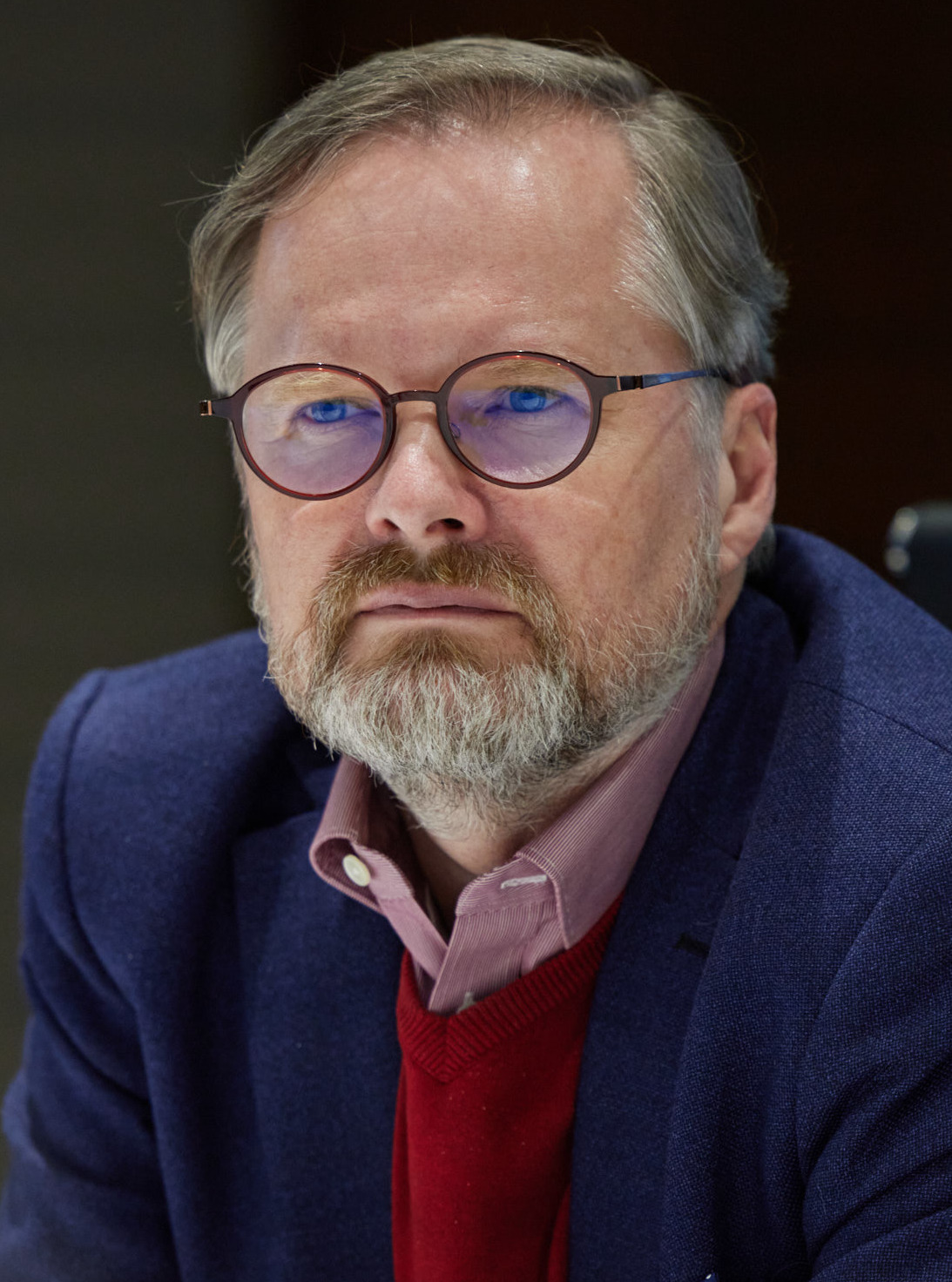
Прем'єр-міністр Петро Фіала
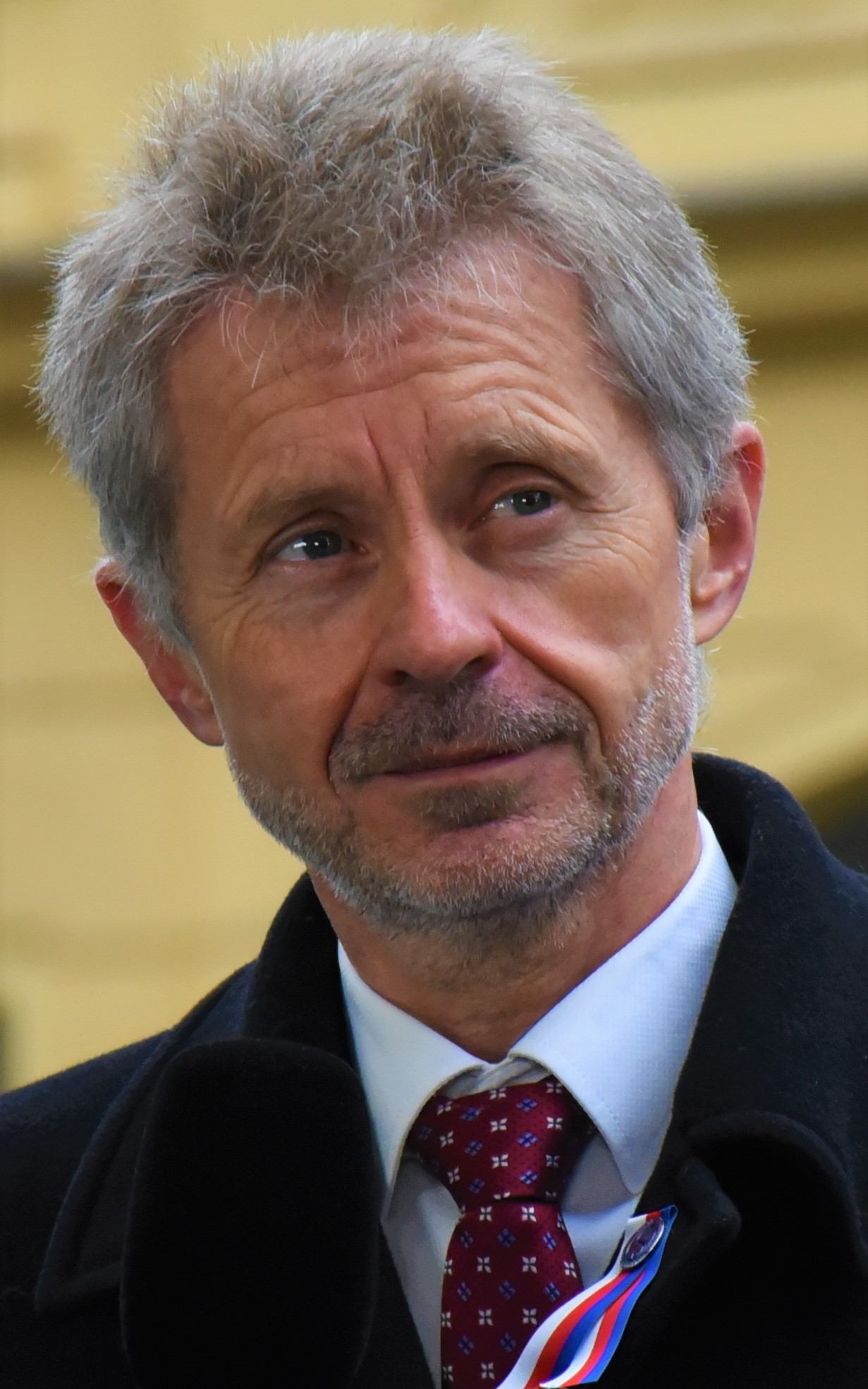
Голова Сенату парламенту Чеської Республіки Мілош Вистрчіл
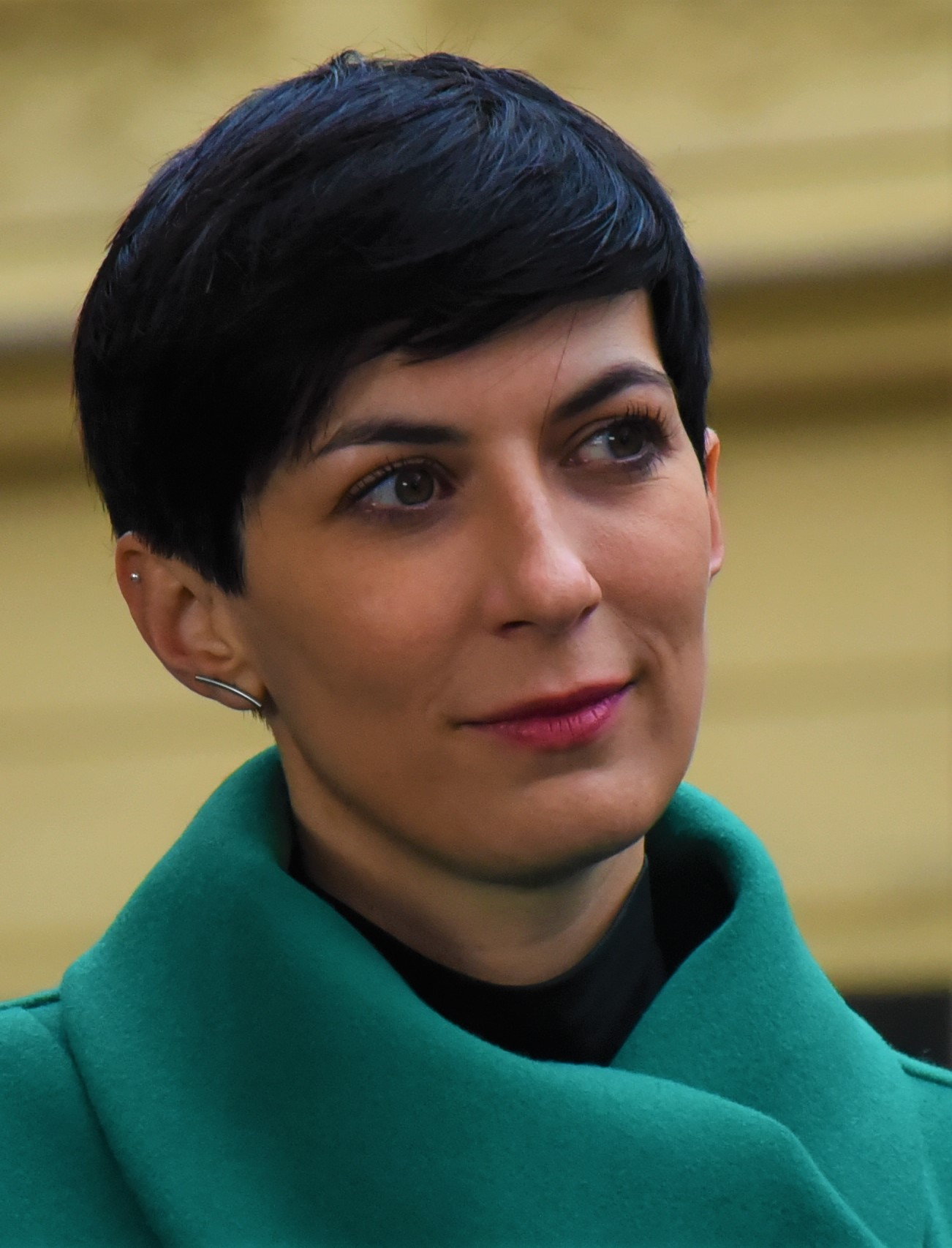
Спікер Палати депутатів парламенту Чеської Республіки Маркета Пекарова Адамова

### Зовнішня політика

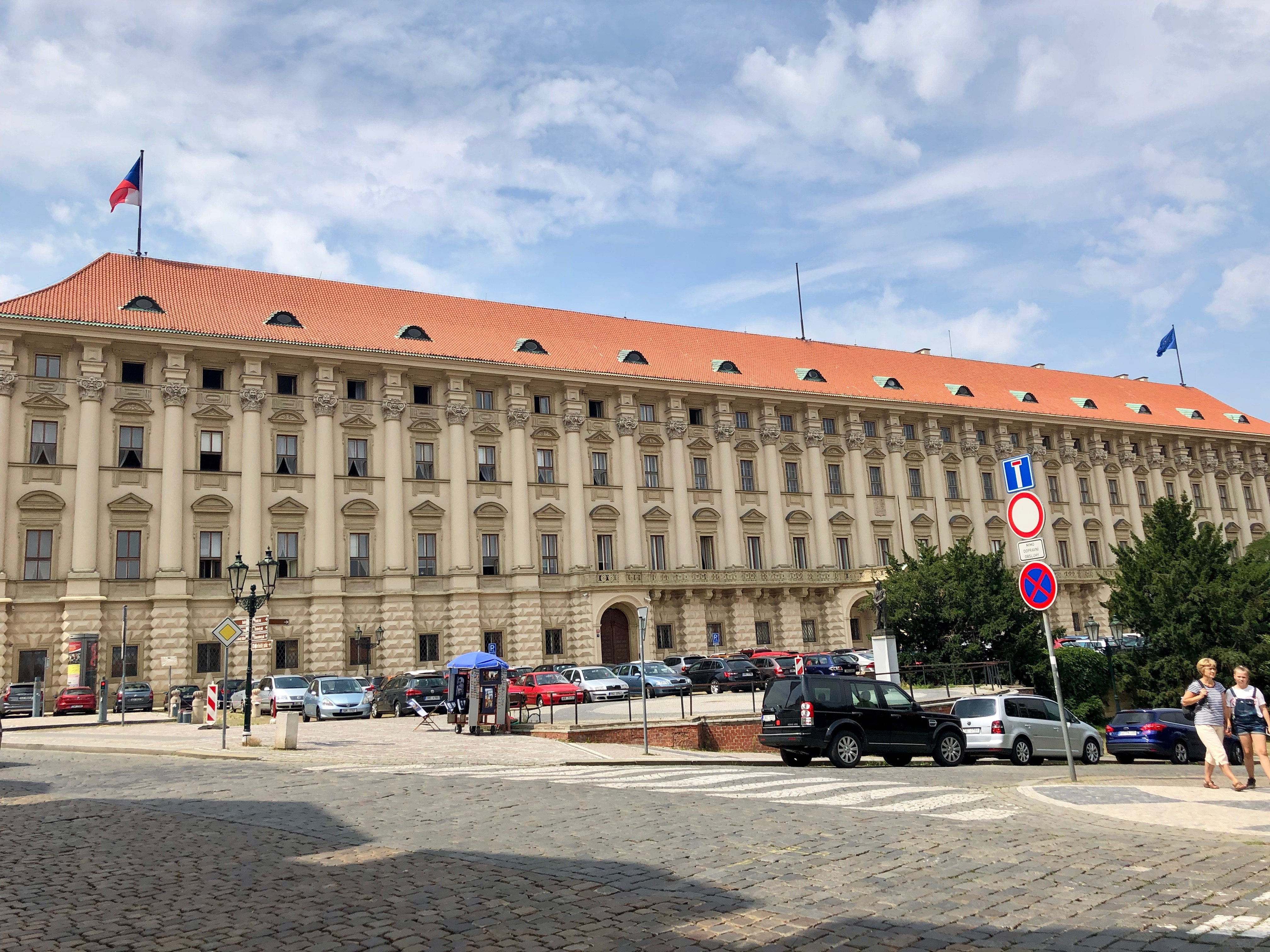
Міністерство закордонних справ, Прага

Чехословаччина була членом Організації Варшавського договору і Ради Економічної Взаємодопомоги, а в політичному, військовому та економічному відношенні була тісно пов'язана з Радянським Союзом. Ці зв'язки були припинені після 1989 року. Чехія є членом Організації Об'єднаних Націй, Європейського союзу, НАТО, Організації економічного співробітництва і розвитку, Ради Європи.
Чеська Республіка має міцні зв'язки з Словаччиною, Польщею та Угорщиною як член Вишеградської групи, з Німеччиною, Ізраїлем, США і ЄС. Чехія довгий час мала погані відносини з Росією, у 2021 році Росія навіть включила Чехію до офіційного списку ворогів. Чехія також має проблемні відносини з Китайською Народною Республікою.
Дипломатичні зв'язки на рівні Посольств між Чехією та Україною були встановлені 1 січня 1993. Чеська Республіка приділяє систематичну увагу чеським земляцтвам в Україні та надає допомогу. Основна увага приділяється політичній та торгово-економічній співпраці між обома країнами.

### Збройні сили

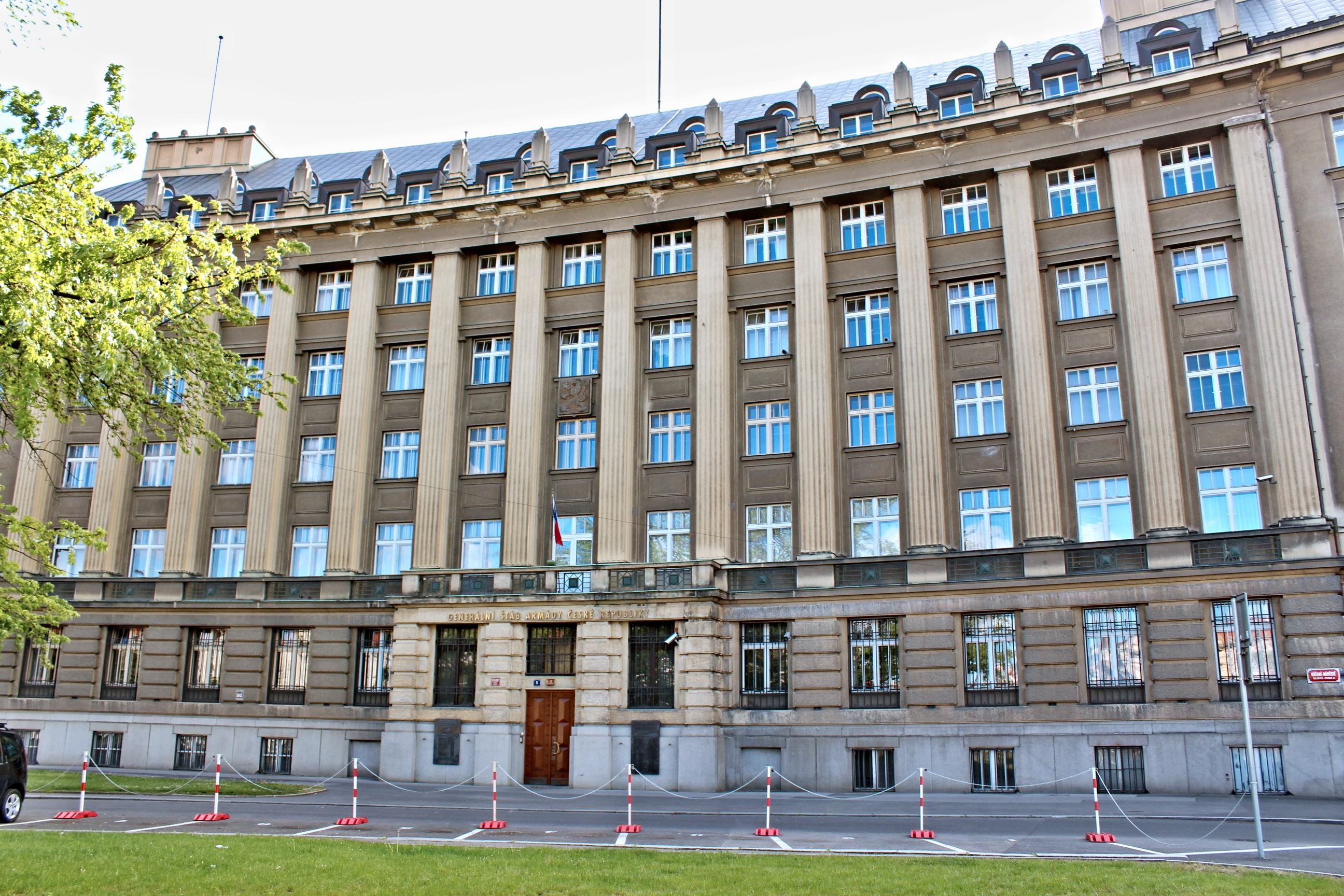
Генеральний штаб армії Чеської Республіки в Празі

Збройні сили Чехії включають у себе сухопутні війська та повітряні сили. Збройні сили перебувають у віданні міністерства оборони. Армійські структури були створені в 1993 році, після розпаду Чехословаччини; 12 березня 1999 року Чехія вступила в НАТО. Чисельність збройних сил у 2018 році складала 29 тис. особового складу. Війська країни брали участь у кампаніях в Афганістані та Іраку. Загальні витрати на армію у 2016 році склали 1 % ВВП або CZK 47,8 млрд.
На озброєнні — 123 Т-72 різних комплектацій, 518 бойових машин (Pandur II, БМП-1, Iveco LMV, Dingo ATF та ін.). Повітряні сили складаються з 12 винищувачів Saab JAS 39 Gripen та 16 Aero L-159 ALCA

## Економіка

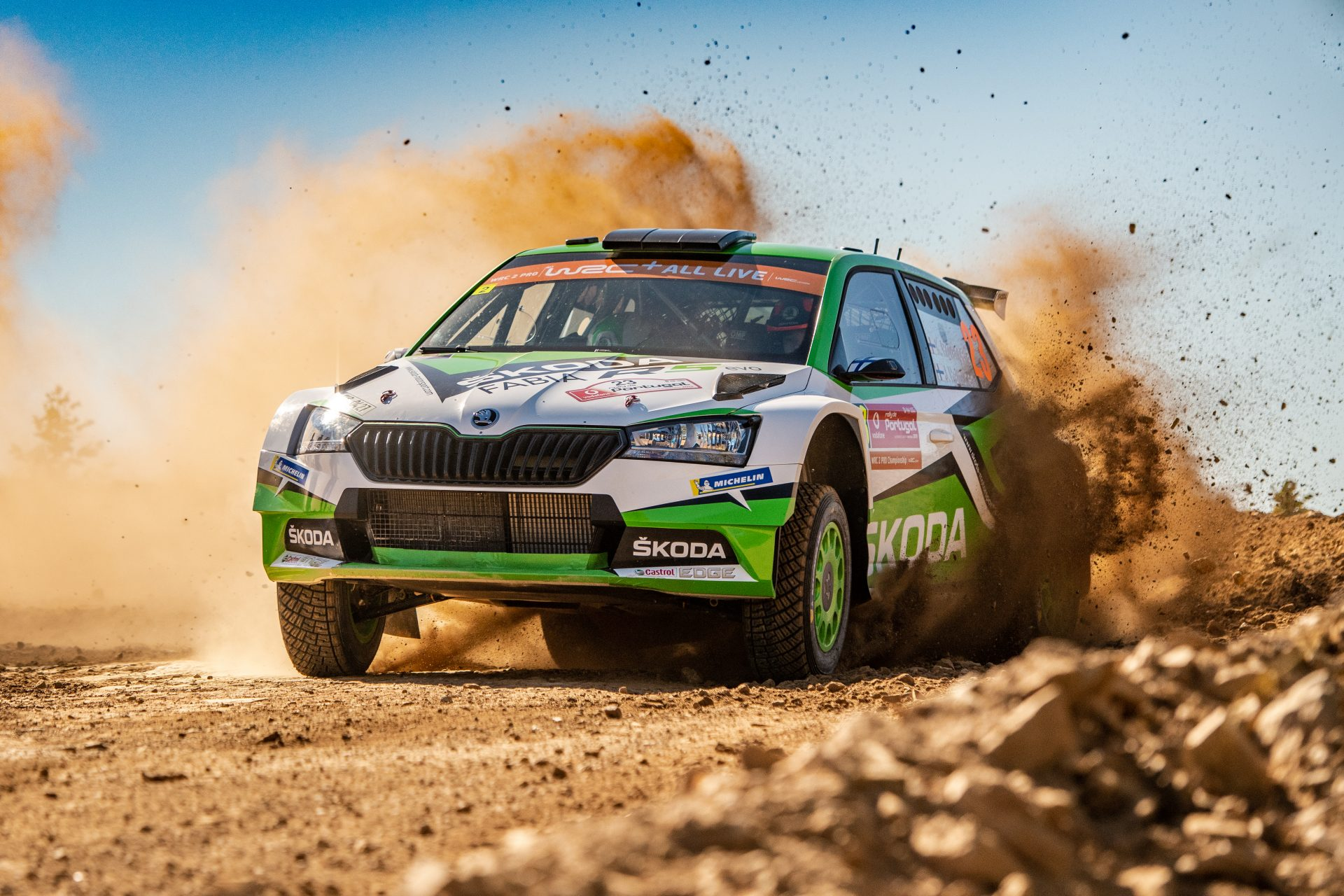
Важливою чеською компанією є автомобільний виробник Škoda

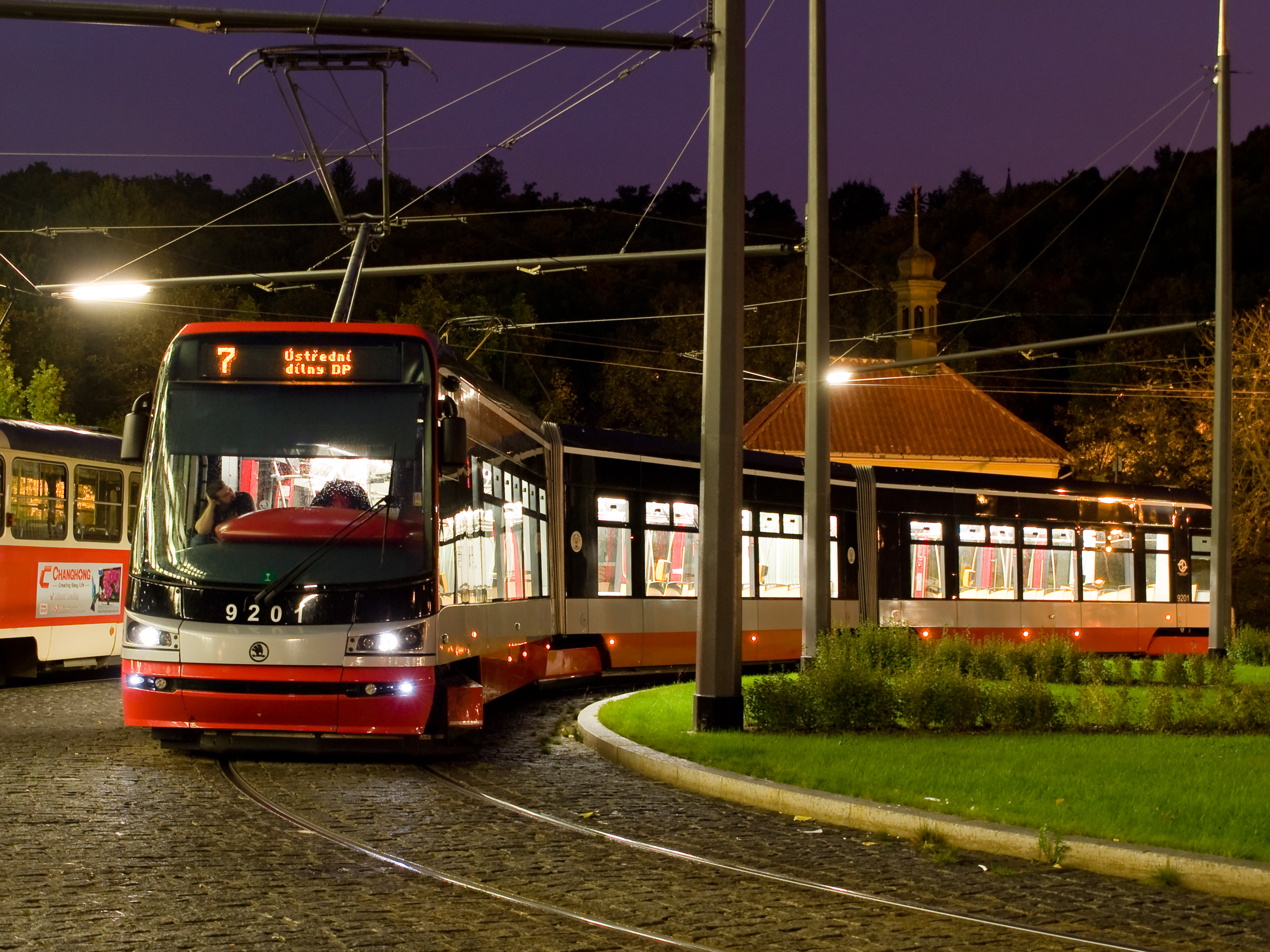
15T Для міського трамвая від Škoda Transportation у Пльзені

Чехія — індустріально-аграрна країна, яка має обмежену паливно-енергетичну і мінерально-сировинну базу. Найзначніші запаси вугілля. Провідні галузі промисловості: паливно-енергетична, чорна металургія, машинобудівна, вугільна, хімічна, легка і харчова промисловість. Транспорт: залізничний, автомобільний, річковий, повітряний.
ВВП на душу населення в Чехії з початку 1990-х років знижувався і лише в 1997 досяг рівня, порівнянного з показниками 1990. У той же час спостерігалося постійне зростання рівня життя за рахунок реструктуризації споживання і посилення позицій крони. У 1998 ця тенденція була перервана передусім внаслідок проблем, що посилюються в ході трансформації економіки, високого дефіциту зовнішньоторгівельного балансу, стагнації промисловості, спаду будівельної індустрії, а також згортання різних видів послуг, зокрема, в сфері туризму і транспорту. У 1998 ВВП скоротився на 2,6 % і становив лише 52 % від відповідного показника для країн Європейського Союзу. Частка переробної промисловости становила у 1997 р. 83 %, в тому числі частка харчової промисловости — 15,3 %, виробництво металів і металопродукції — 14,2 %, вироблення і розподіл електроенергії, газу і води — 13,8 %, транспортне машинобудування — 9,9 % і виробництво машин і обладнання для подальшого виробництва — 7,5 %.
Велика частина підприємств обробної промисловости була приватизована до 1996 (майже 5400 підприємств, що становили 85 % державної власності), в 1997 р частка приватного сектора у виробництві ВВП досягла 75 %, у 2001 р — 76 %. Передбачалося, що приватизація викличе важливі структурні зміни в чеській промисловості, зокрема в тих її галузях, які привабливі для іноземних інвестицій, таких, як автомобільна, хімічна, скляна і виробництво будівельних конструкцій.
Сільськогосподарське виробництво на початку 1990-х років скоротилося як через зменшення попиту на цю продукцію за кордоном, так і внаслідок збільшення імпорту продуктів споживання. Проведена приватизація сільськогосподарських земель. До 1997 р. 3/4 сільськогосподарських кооперативів за рішенням їх членів були перетворені в кооперативи землевласників; фермерство не набуло масових масштабів. Орна земля становила наприкінці 1990-х років 39,2 %. У середині 1998 р. в сільському господарстві було зайнято 198 тис. чоловік.

### Туризм
У Чехії велика кількість історичних, культурних та технічних пам'яток, включно з 12 об'єктами, внесеними до списку культурної та природної спадщини ЮНЕСКО. Чеська економіка отримує доволі високі прибутки від туризму. У 2008 році частка прибутку від туризму становила близько 2,9 % від ВВП.
Розвиткові туризму в Чехії сприяє діяльність Національного туристичного управління CzechTourism та мережі його зарубіжних представництв у Європі та інших країнах світу.

## Управління туризмом
Міністерство регіонального розвитку Чехії є центральним адміністративним органом у сфері туризму.
В основні функції Міністерства:
- Розробка стратегічних документів у сфері туризму.
- Підтримка розвитку туризму шляхом субсидій, маркетингової діяльності та підтримки громадських організацій.
- Налагодження співпраці між національними та регіональними туристичними організаціями.
- Координація міжміністерської та міждисциплінарної співпраці в галузі туризму.[25]

Національна колегія з туризму є консультативно-дорадчим органом Міністерства. Кожен регіон має свого координатора з туризму, який відповідає за синхронізацію маркетингової діяльності та зв'язок з CzechTourism.
Бюджет туризму на 2021 рік складає 1,2 мільярда чеських крон.

## Економічний вплив туризму
Туризм в Чехії протягом майже десятиліття до пандемії COVID-19 стрімко розвивався. У 2019 році він становив 2,9 % ВВП, у ньому було зайнято 239 506 осіб (4,4 % загальної зайнятості).
Однак пандемія завдала удару по цій галузі:
- ВВП туризму в 2020 році скоротився вдвічі (на 82 мільярди чеських крон), його частка у ВВП впала до 1,5 %.
- Кількість міжнародних туристів знизилася на 73,2 % — до 3,9 мільйона осіб.
- Ночівлі міжнародних туристів впали з 27,2 мільйона в 2019 році до 7,4 мільйона в 2020 році, а ще більше — до 6,5 мільйона — в 2021 році.

Внутрішній туризм виявився стійкішим:
- Кількість туристів у комерційному житлі знизилася на 20,7 % до 8,8 мільйона в 2021 році.
- Внутрішні витрати на туризм знизилися на 36,1 % до 79,1 мільярда чеських крон, але їх частка у загальних витратах зросла до 61,1 %.[27][28] У 2019 році загальні витрати на туризм у Чехії склали 270,1 мільярда чеських крон.

З них: Внутрішні витрати: 105,2 мільярда чеських крон (39 %). Міжнародні витрати: 164,9 мільярда чеських крон (61 %)

## Чехія й Україна

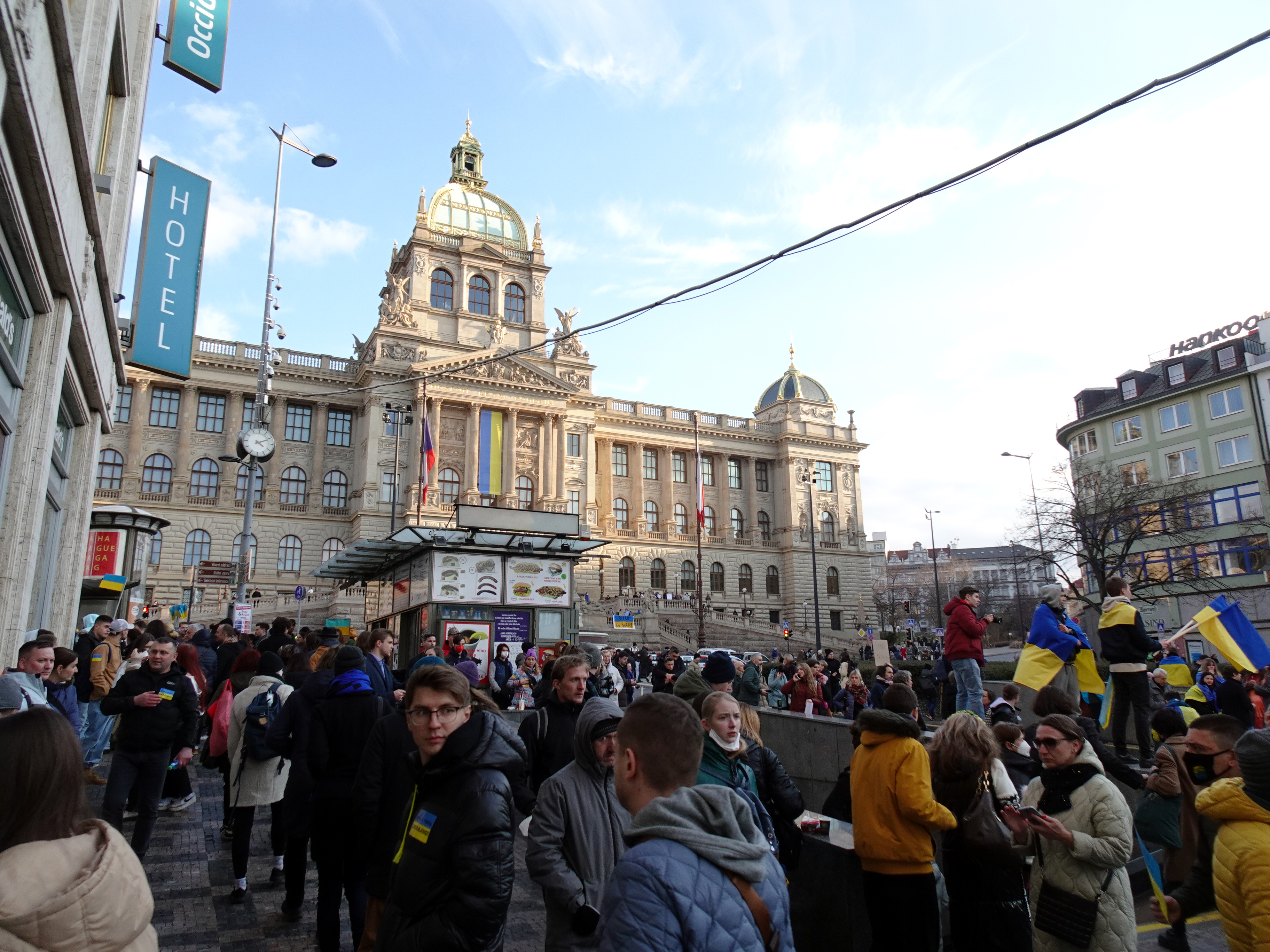
Демонстрація на підтримку України в Празі, 2022 рік

Між Чехією та Київською Руссю існували династичні, господарські та культурні зв'язки. Велика Моравська держава підтримувала торговельні зв'язки з Руссю. 998 року в Києві перебували посли чеського князя Олдржіма. Дві дружини Володимира Великого були чешки, від яких він мав синів Вишеслава, Святополка та Мстислава. Король Данило ходив у походи на Чехію, а його син Лев Данилович уклав мир із чеським королем. Доказом торговельних зв'язків є знахідки в Україні чеських монет. Впливи кирило-методіївського християнства сягали Русі ще до офіційного хрещення Києва.
У Карловому університеті (Прага) в XIV—XV ст. існувала окрема колеґія для українсько-білоруських студентів із Великого Князівства Литовського. Серед гуситів — вояків Яна Жижки мали бути й українці, а деякі гусити після поразки оселилися на українських землях. У братських школах в Україні помітні впливи педагогіки Яна Коменського. Перший зразок українського фольклору — «Пісня про Штефана воєводу» — зберігся в граматиці чеха Яна Благослава (1571).
У XVI ст. до Чехії заходили окремі козаки або їх з'єднання з польської армії. У 1594—1598 рр. до Праги приїздив висланець Запоріжжя Станислав Хлопицький. На поч. 17 ст. кілька моравських міст й окремі шляхтичі утримували козаків для охорони перед нападами військ семигородського князя Бочкая.

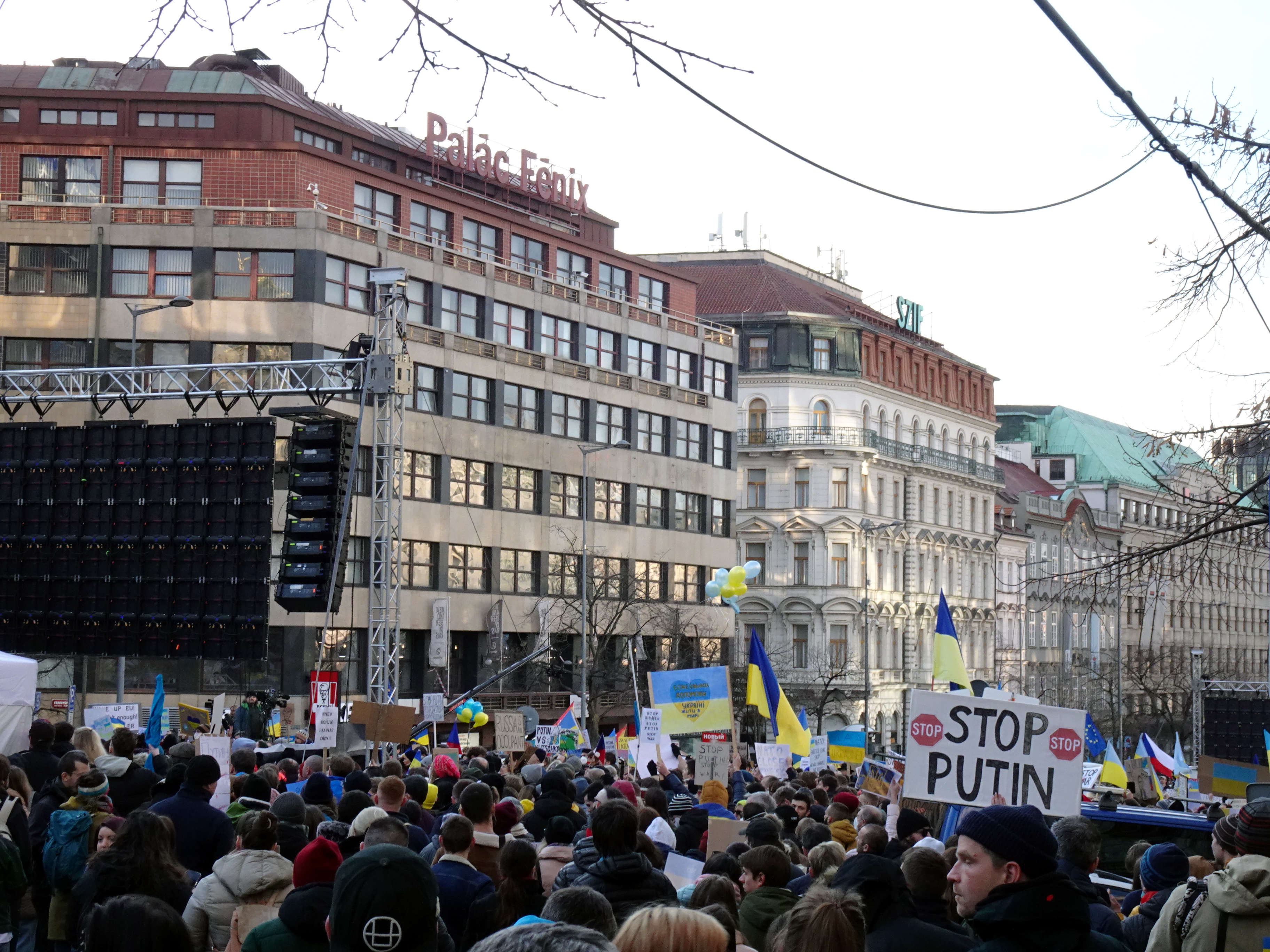
Демонстрація на підтримку України в Празі, 2022 рік

Господарсько-торговельні зв'язки: до Чехії вивозили худобу, віск, шкури, частково збіжжя та східні тканини і приправи; головним імпортом із Чехії був текстиль, скляні вироби, метали і зброя. Наприкінці 18 ст. з мукачівським єпископом А. Бачинським листувався чеський учений В. Фортунат Дуріка. Чех Ян Богумір Прач, перебуваючи на Наддніпрянщині, записав мелодії українських пісень (збірка видана у Петербурзі у 1790 р., 1806 і 1815 р. — перші музичні записи української пісні взагалі). У XIX ст. між культурними діячами обох народів були персональні зв'язки: Й. Шафарик листувався з І. Могильницьким і Я. Головацьким та знайомив чехів з українськими справами та культурою. М. Шашкевич захоплювався працями Я. Коллара, Й. Юнґмана і В. Ганки. Листувалися з провідними чехами і відвідували Чехію О. Бодянський й І. Срезневський. А. Метлинський зробив перші переклади з чеської літератури.
1830 року Франтішек Палацький відстоював самобутність українського народу (Časopis Českého muzea). Карел Гавлічек-Боровський уже 1848 року вважав українців за окремий народ між Росією і Польщею. Делеґати Галичини й Закарпаття на Слов'янському Конгресі у Празі 1848 р. зустріли прихильне наставлення чеських діячів до своїх вимог. Впливи видатних чехів (Коллара, Шафарика, Ґанки) позначалися на ідеології Кирило-Методіївського братства. Одному з них Тарас Шевченко присвятив поему «Ян Гус» з особистим «Посланіем славному Шафарикові». У Празі вийшло перше повне (нецензуроване) видання «Кобзаря» (1876). З'явилися чеські переклади Шевченка й українських повістей Миколи Гоголя. Йосиф Фріч написав 1865 року драму «Іван Мазепа».
Твори українських письменників (Михайла Коцюбинського, Василя Стефаника, Ольги Кобилянської, Богдана Лепкого, Лесі Українки), українські пісні і казки перекладали Ружена Єсенська, Ян Гудець, Едвард Єлінек (він також автор оповідань і нарисів на українські теми); українську народну творчість досліджували Людвік Куба, Ян Гануш і Франтішек Ржегорж (кільканадцять років жив у Галичині). Алоїз Єдлічка компонував на українські мотиви (музична обробка «Наталки Полтавки»).
Іван Франко перекладав чеську літературу, написав низку статей на українські теми до чеських видань, у тому числі і до енциклопедії «Ottův Naučný Slovnik». Твори Франка перекладали Франтішек Главачек, Ярослав Розвода, Ружена Єсенська, а його драма «Украдене щастя» була виставлена як опера в Празі.
У 1860—1870-х pp. відвідали Чехію Олександр Потебня, Микола Костомаров і Пантелеймон Куліш. Між Прагою і Львовом існував обмін публікаціями. Ряд чеських учених обрано дійсними членами НТШ (Я. Бідло, Л. Нідерле, Ї. Полівка, З. Неєдли, К. Ходунський й ін.), а Чеська Академія Наук обрала членом-кореспондентом М. Грушевського, В. Гнатюк став членом Етнографічного Чехо-Словацького Товариства. У високих школах Праги викладали українські вчені Іван Пулюй й Іван Горбачевський. В Чернівцях від 1864 аж до 1870 року працював відомий чеський архітектор Йозеф Главка, де він збудував резиденцію буковинських митрополитів, нині будова Чернівецького університету. Етнограф Франтішек Ржегорж (1857—1899) певний час мешкав у Галичині (1889, 1891—1893), і левова частка його наукової спадщини стосується україністики.
На початку XX століття, після сецесії українських студентів Львівського університету кілька сотень українських студентів опинилися у високих школах Праги. Зразком для українських організацій «Січі» і «Соколи» був чеський Sokol. Великий успіх мала поставлена в Києві М. Садовським 1907 року опера Б. Сметани «Продана наречена». У 1916 націоналісти обох країн взяли участь у конференції Союзу народів у Лозанні. Під час Першої Світової війни Російською імперією з військовополонених був сформований Чехословацький корпус, який бився проти Центральних держав на території України, зокрема під Зборовим та Бахмачем.
Влітку 1919 р. з великим успіхом виступала в понад 20 чеських містах Українська республіканська Капела О. Кощиця.
За міжвоєнного часу українсько-чеські культурні зв'язки інтенсивно розвивалися в Празі, де виникли численні установи української еміграції. Зокрема, це були Український вільний університет у Празі, Українська Господарська Академія в Подєбрадах, гімназія у Ржевницях під Прагою, Музей Визвольної Боротьби України (МВБУ) та ін. Відомоє є т. зв. празька письменницька школа, представником якої є Євген Маланюк. У той же період Закарпаття входило до складу Чехословаччини.
В УСРР з'явився ряд перекладів з чеської; делегати з Чехословаччини брали участь у міжнародному з'їзді революційних письменників у Харкові 1930 року. Тоді з'явилися чеські переклади П. Тичини, Ю. Яновського, були поставлені на чеській сцені драми О. Корнійчука. Письменники та митці з УСРР у 1920-х pp. відвідували Чехословаччину. Закарпатська тематика віддзеркалена в творах І. Ольбрахта («Микола Шугай розбійник», репортажі «Гори і століття», «Голет у долині»), В. Кані, в романах Я. Верби («Душа гір»), В. Ванчури («Останній суд»), трилогії К. Чапека («Гордубал»), в поезіях С. Неймана (цикл «Карпатські мелодії») й ін.
У другій половині ХХ століття українські та чеські політичні організації входили до Антибільшовицького блоку народів.
Богемістика в Україні зосереджена на слов'янознавчих кафедрах у Київському, Львівському й Ужгородському університетах та при НАН України. Студії з україністики зосереджені на кафедрі Празького Карлового Університету (тут викладали І. Зілинський, І. Панькевич, М. Затовканюк, К. Ґеник-Березовський, В. Жідліцький, нині тут працюють В.-М. Лендєлова, Т. Хланьова, М. Пржігода та ін.), в Університеті Палацького в Оломоуці (Й. Андерш, Н. Маліневська, Г. Молнарова, Р. Нємець, Е. Оплеталова, У. Холод), в Масариковому університеті в Брні (Г. Миронова), в укр. відділі Слов. Інституту (дир. чес. русист й україніст Ю. Доланський), Чехо-Словацької АН (О. Зілинський, В. Гостічка, А. Куримський). Пряшівські культурно-наукові установи сприяють чесько-українським культурним зв'язкам, зокрема Микола Мушинка дослідив долю міжвоєнного МВБУ, еміграцію русинів Румунії до Чехії тощо. Українські письменники Пряшівщини здійснили низку перекладів з чеської.
Іноземці складають близько 4 % населення країни. Серед імміґрантів найчисленнішою діаспорою у Чехії є українці, яких наприкінці 2007 року мешкало в країні 126 500.

## Культура

### Музика

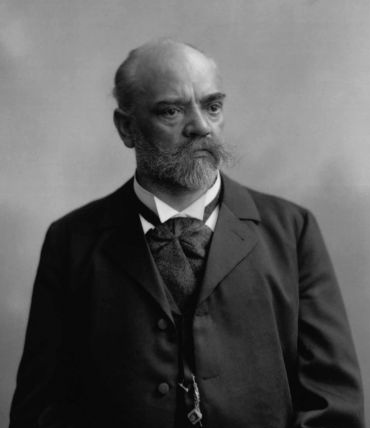
Антонін Дворжак

Антонін Дворжак — один із найпопулярніших чеських композиторів. Леош Яначек, Бедржих Сметана, Богуслав Мартіну, Адам Міхна з Отрадовіце, Генріх Бібер, Ян Дісмас Зеленка, Йоган Стаміц і Ян Ладіслав Дусік також здобули значну популярність. Серед зірок сцени, серед інших: Карел Готт і Гелена Вондрачкова.

### Архітектура

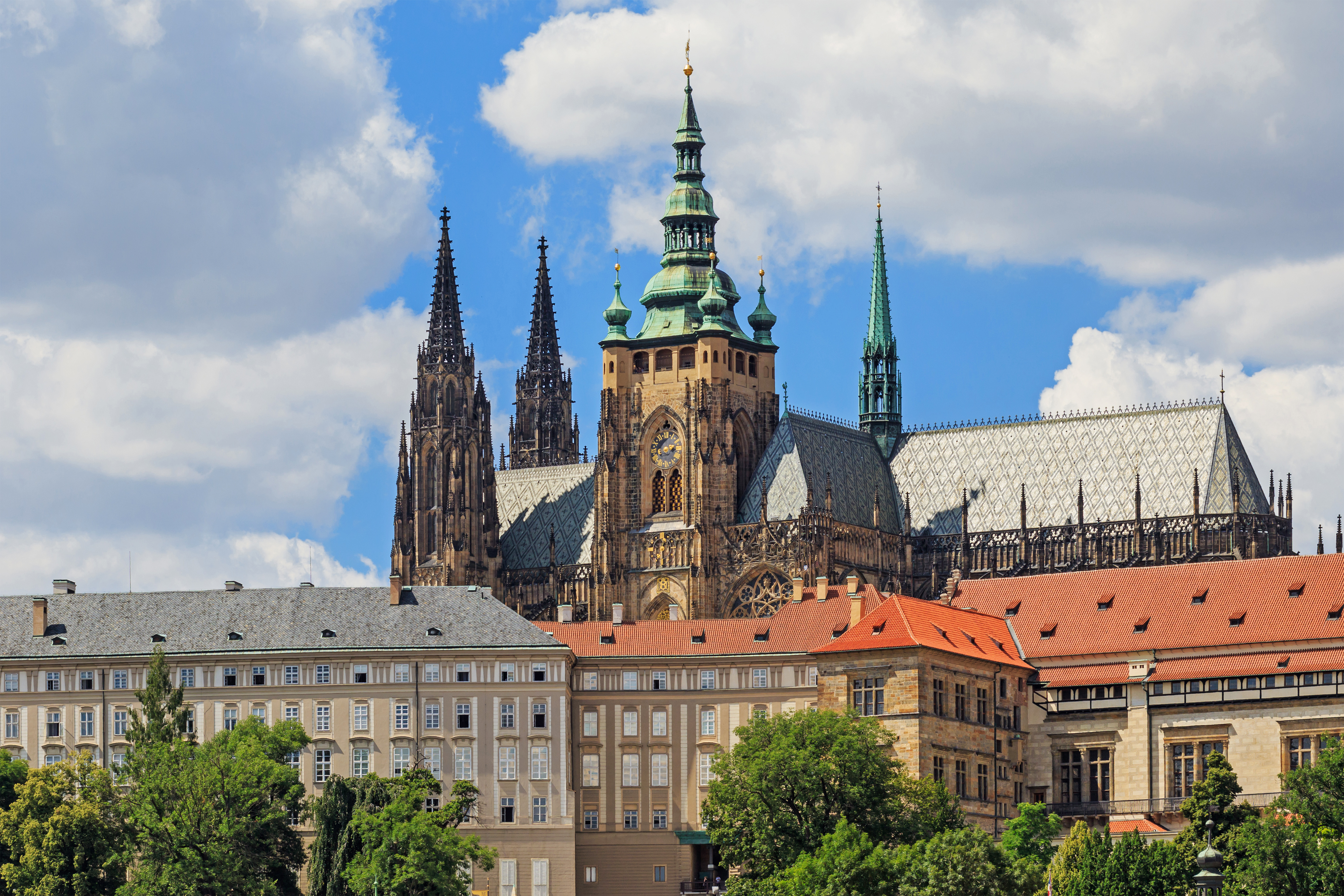
Собор святого Віта
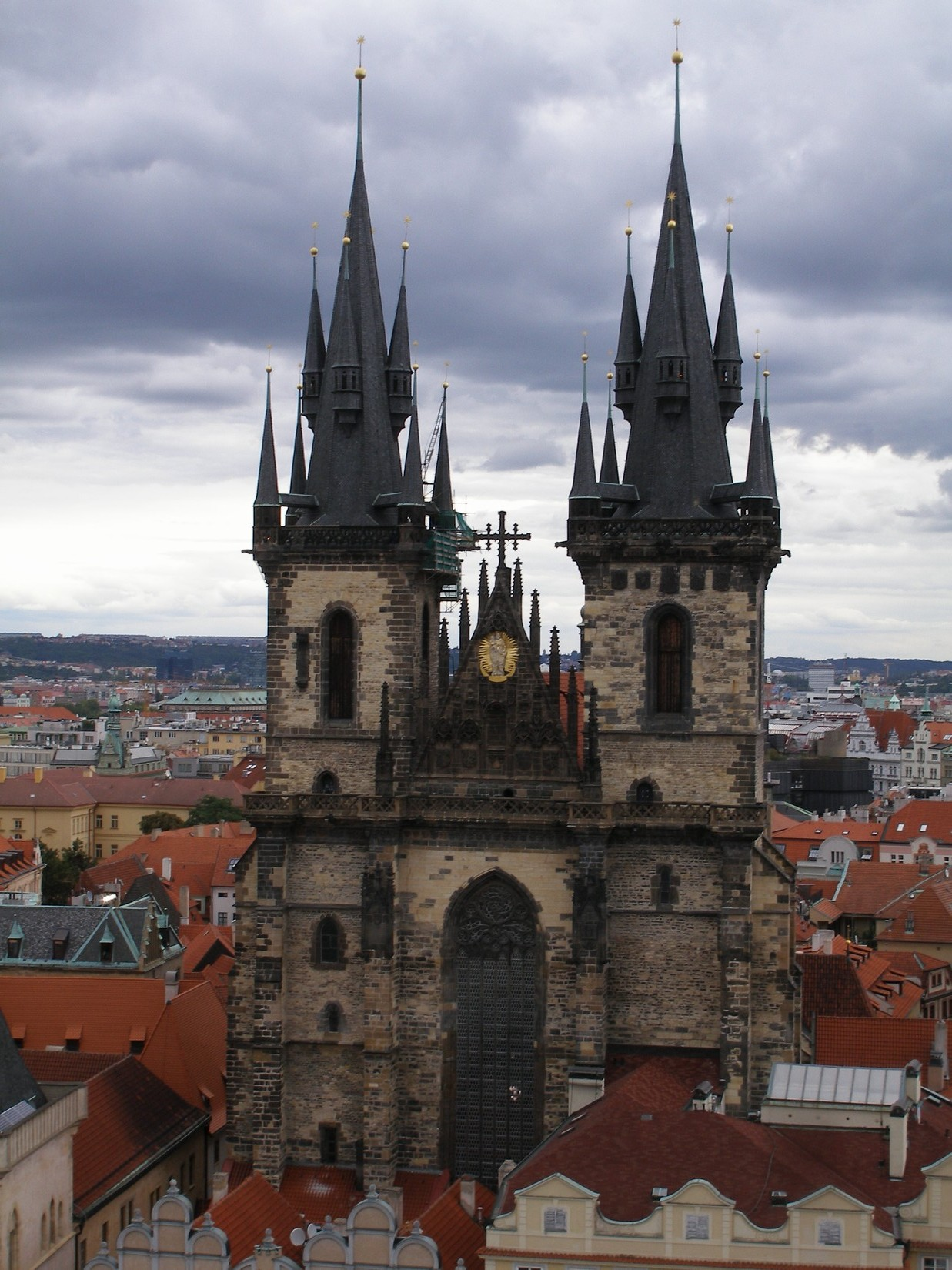
Тинський храм, вересень 2008
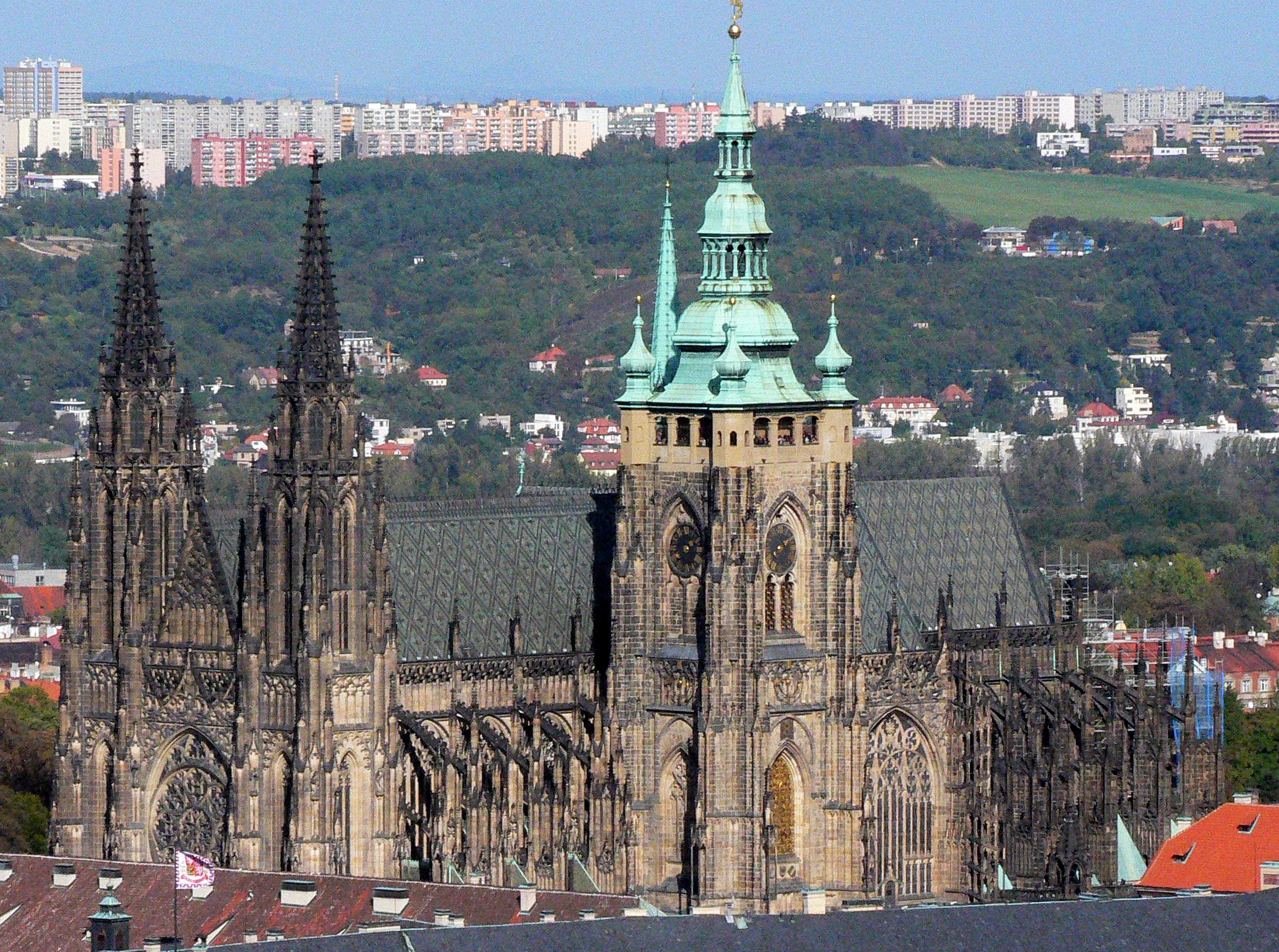
Собор Св. Віта, Прага
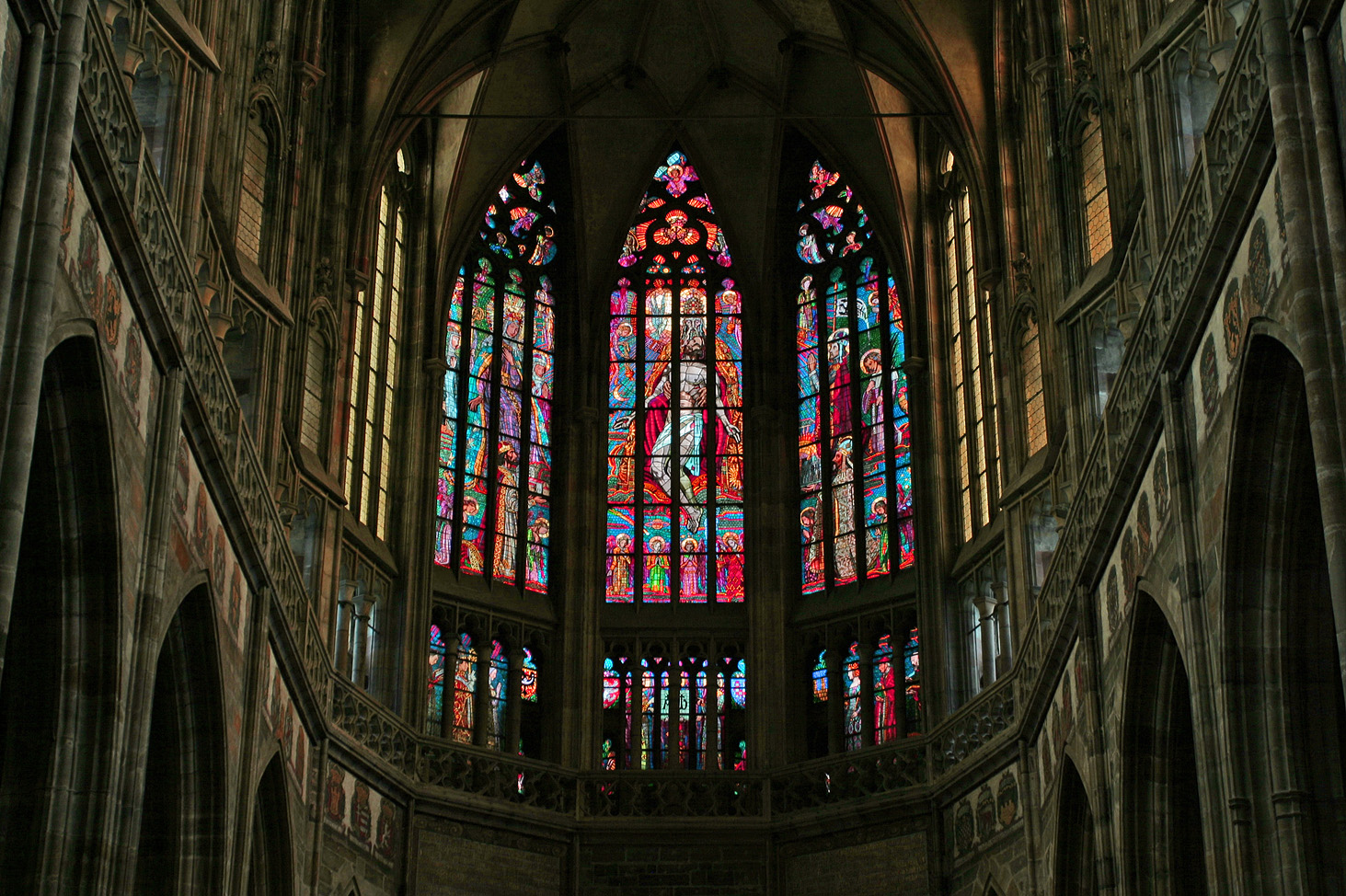
Вітражі вівтаря. Собор Св. Віта
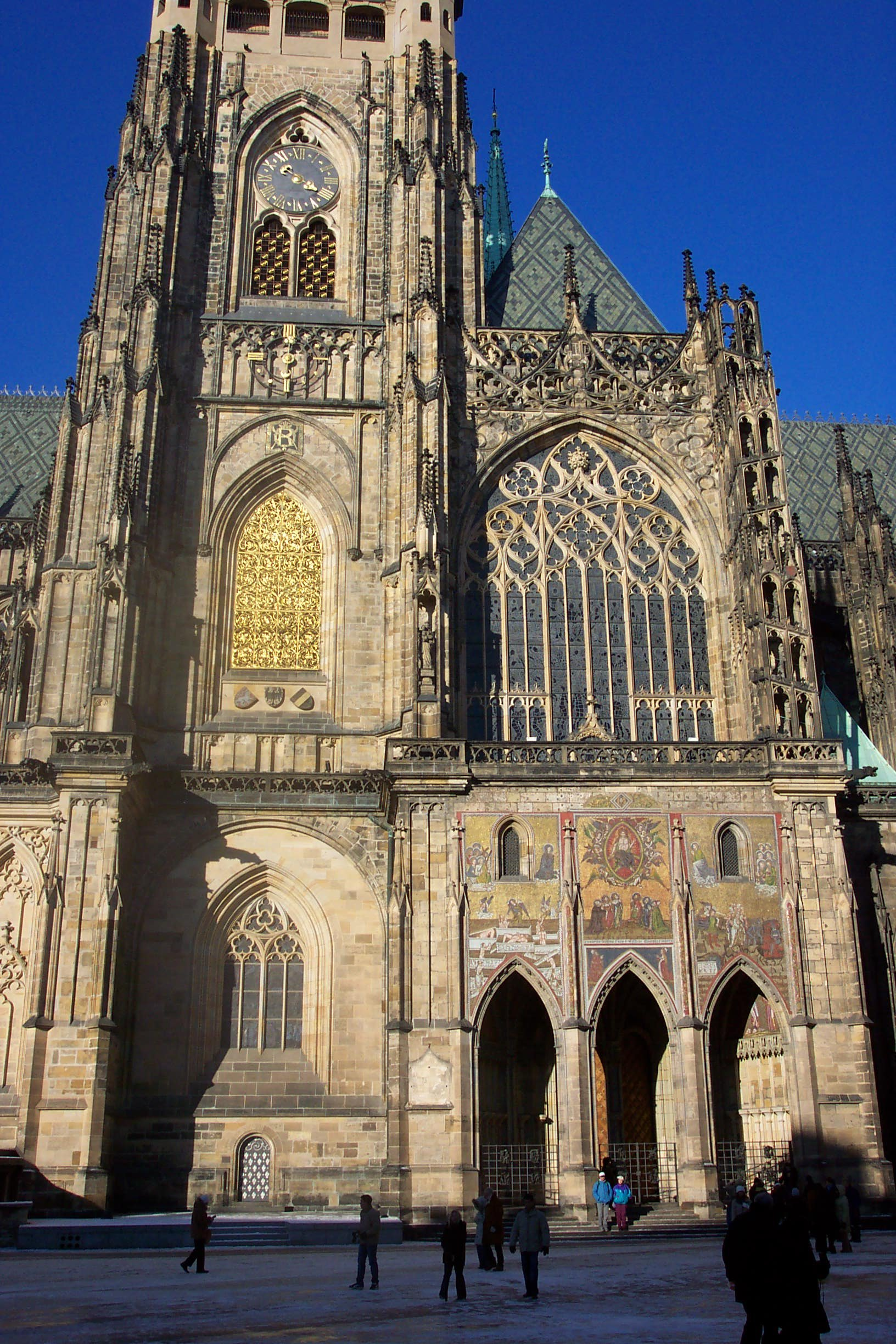
Південний фасад собору Св. Віта
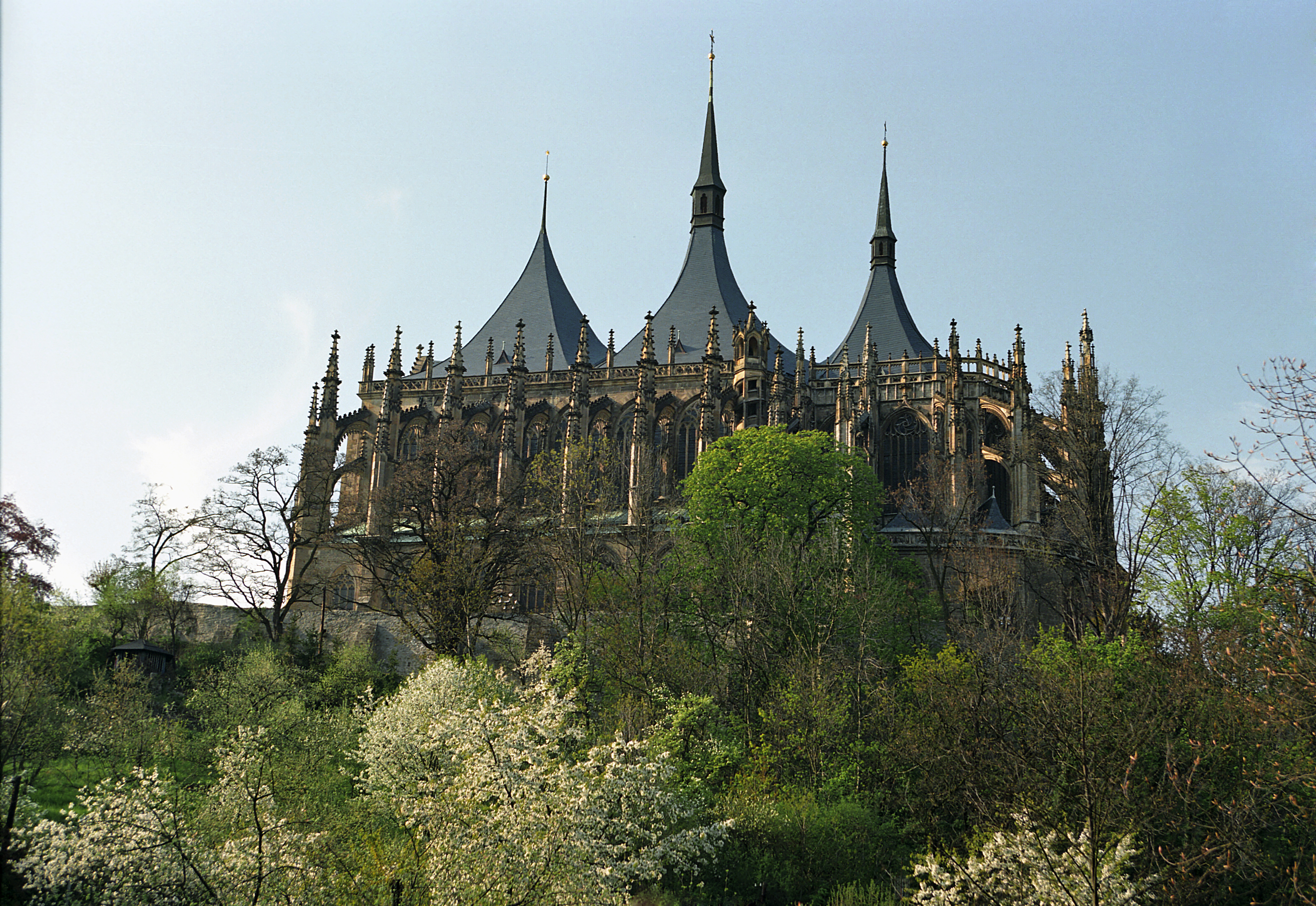
собор Св. Барбори, Кутна Гора
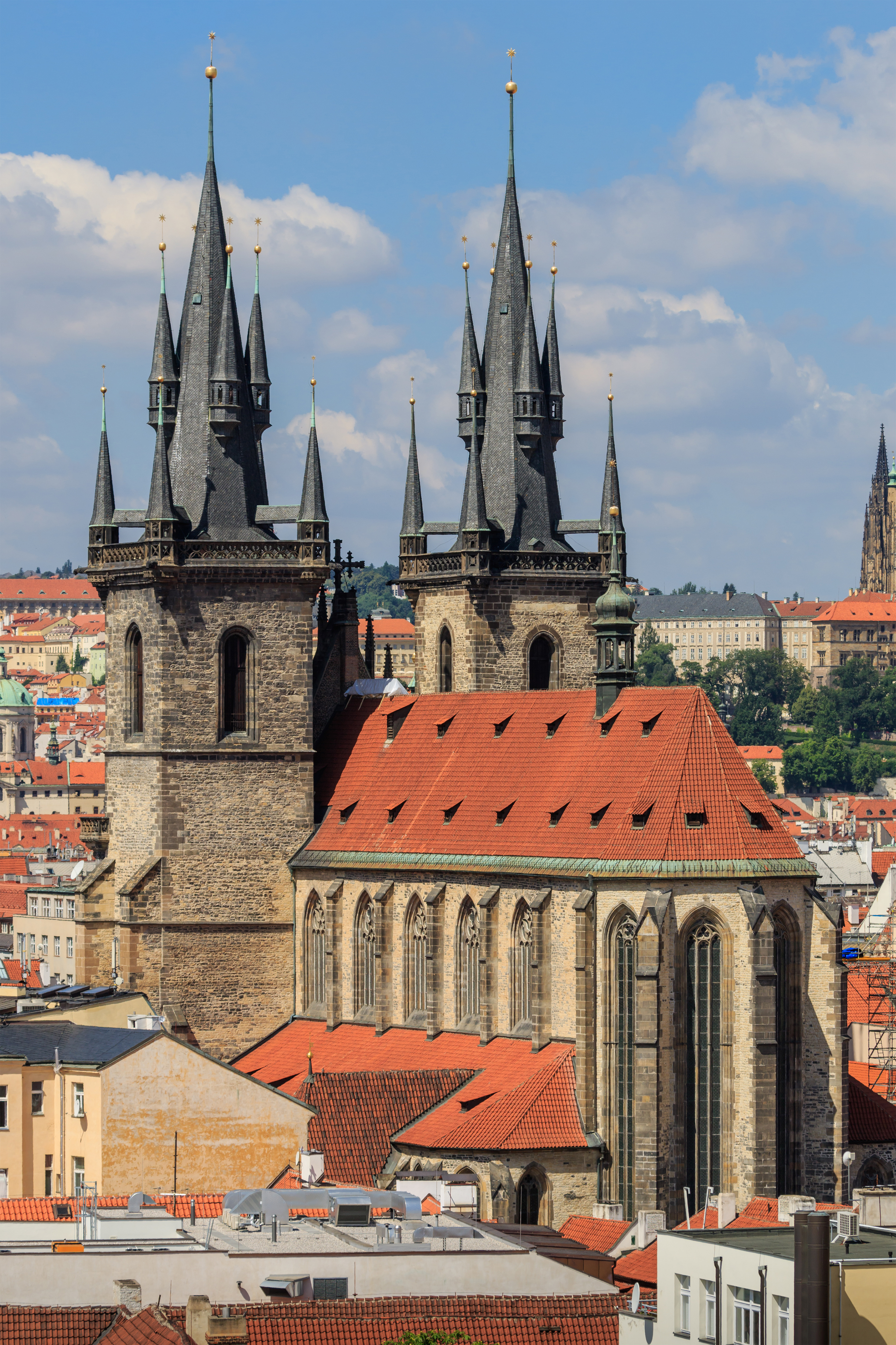
Храм Марії Тинської, Прага
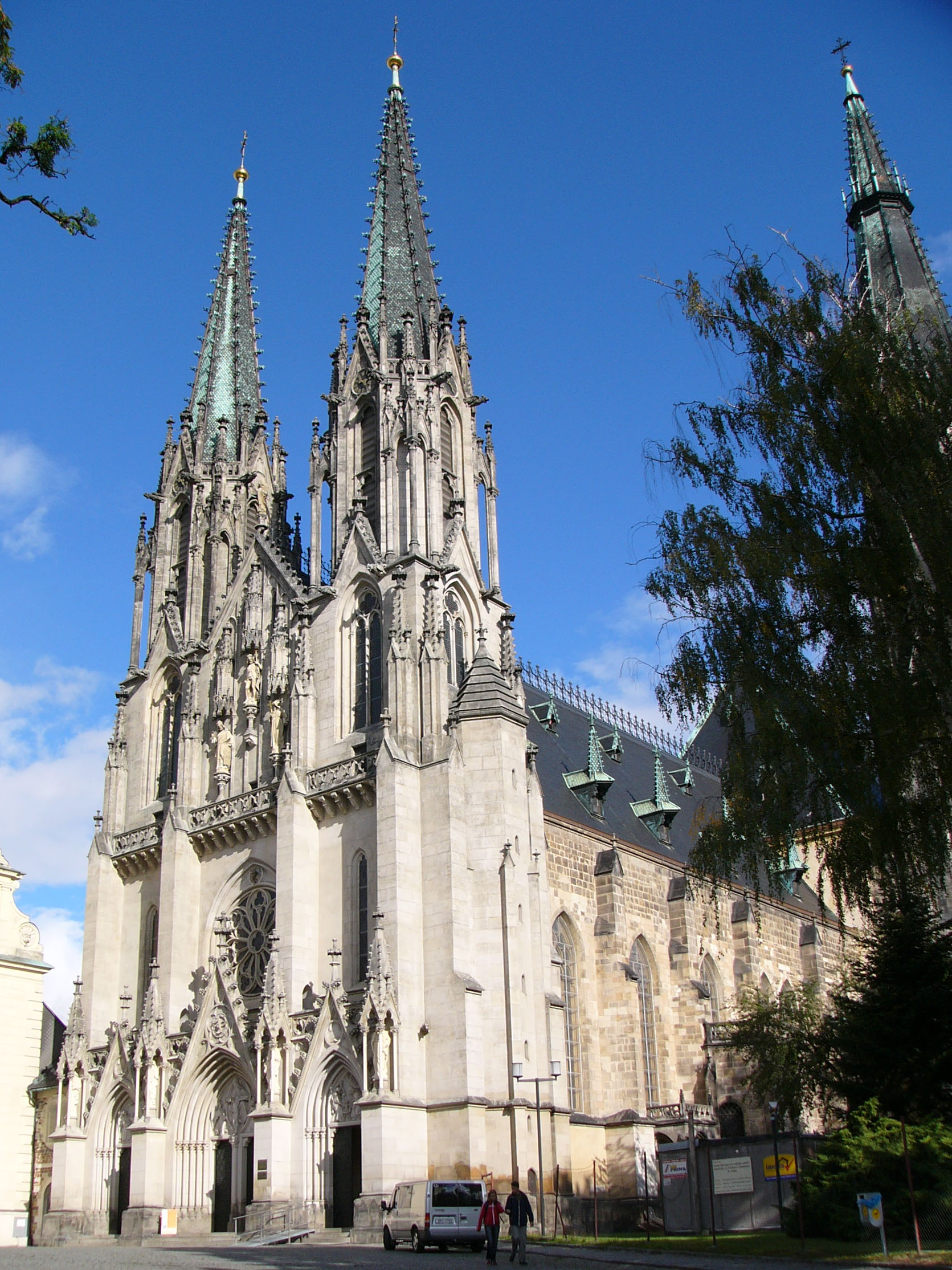
Катедра Св. Вацлава, Оломоуц
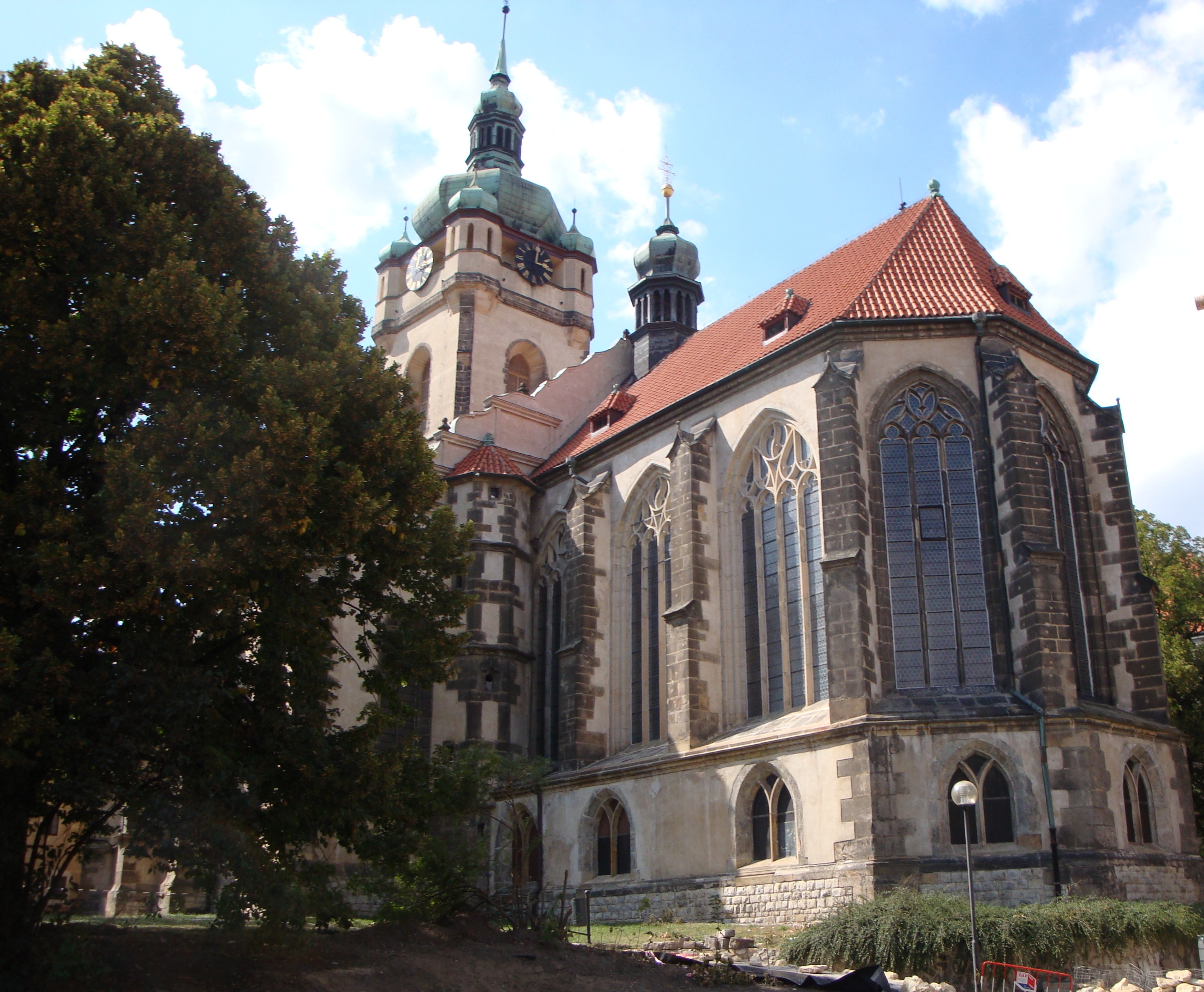
Костел Св. Петра і Павла, Мелник
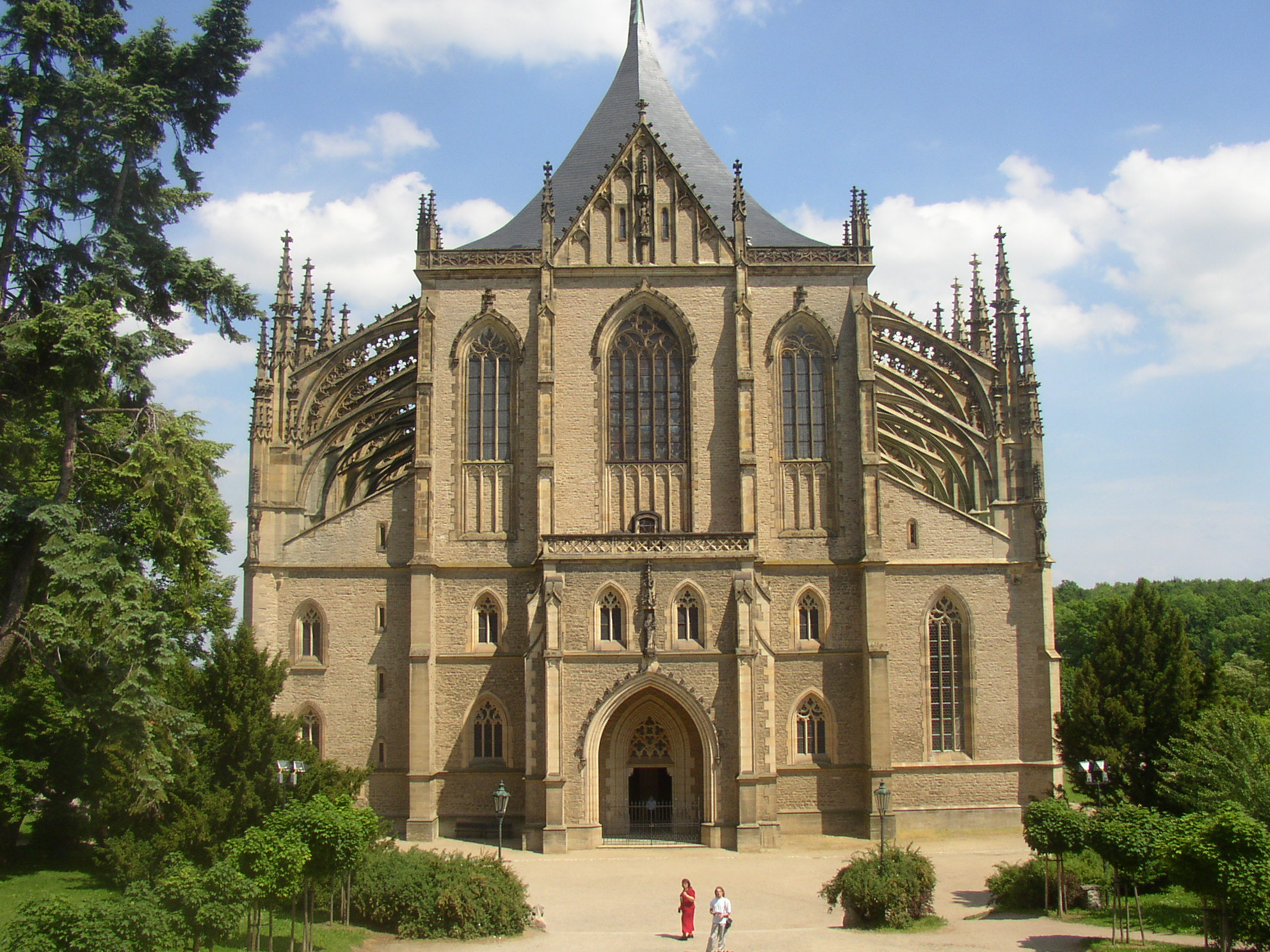
Кутна Гора, катедрал Св. Барбори
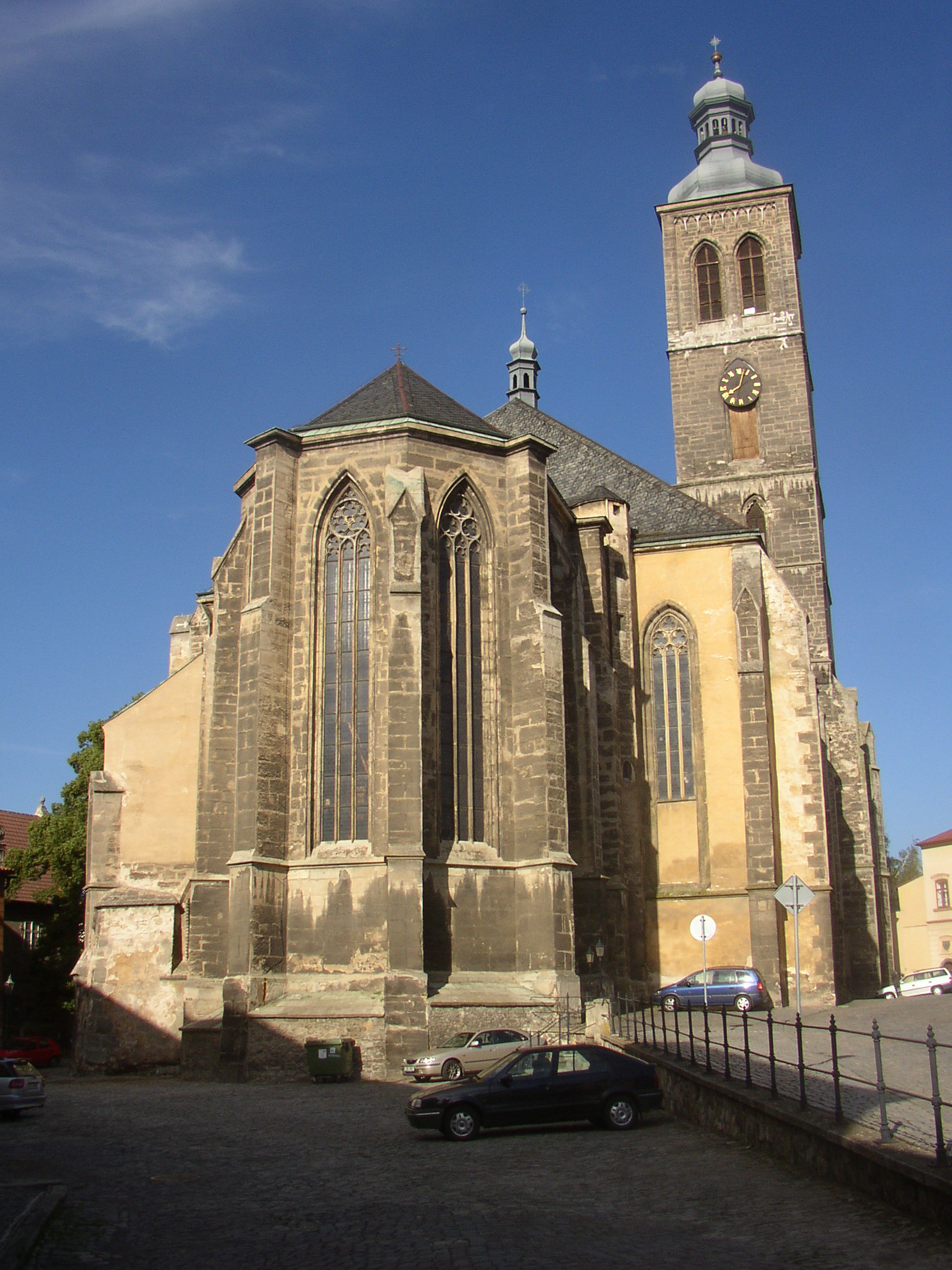
Кутна Гора, Костел Св. Якуба
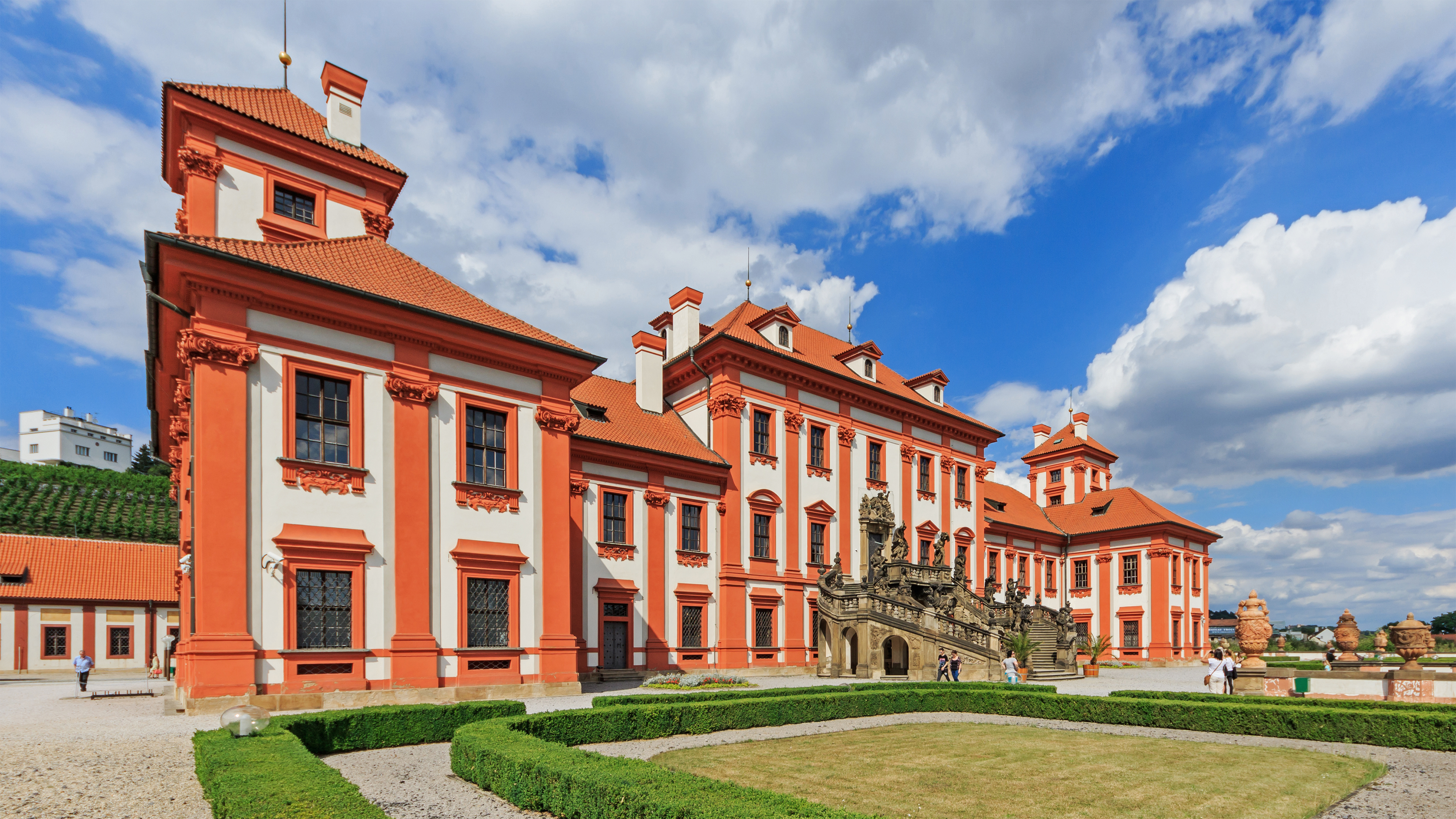
Тройський замок
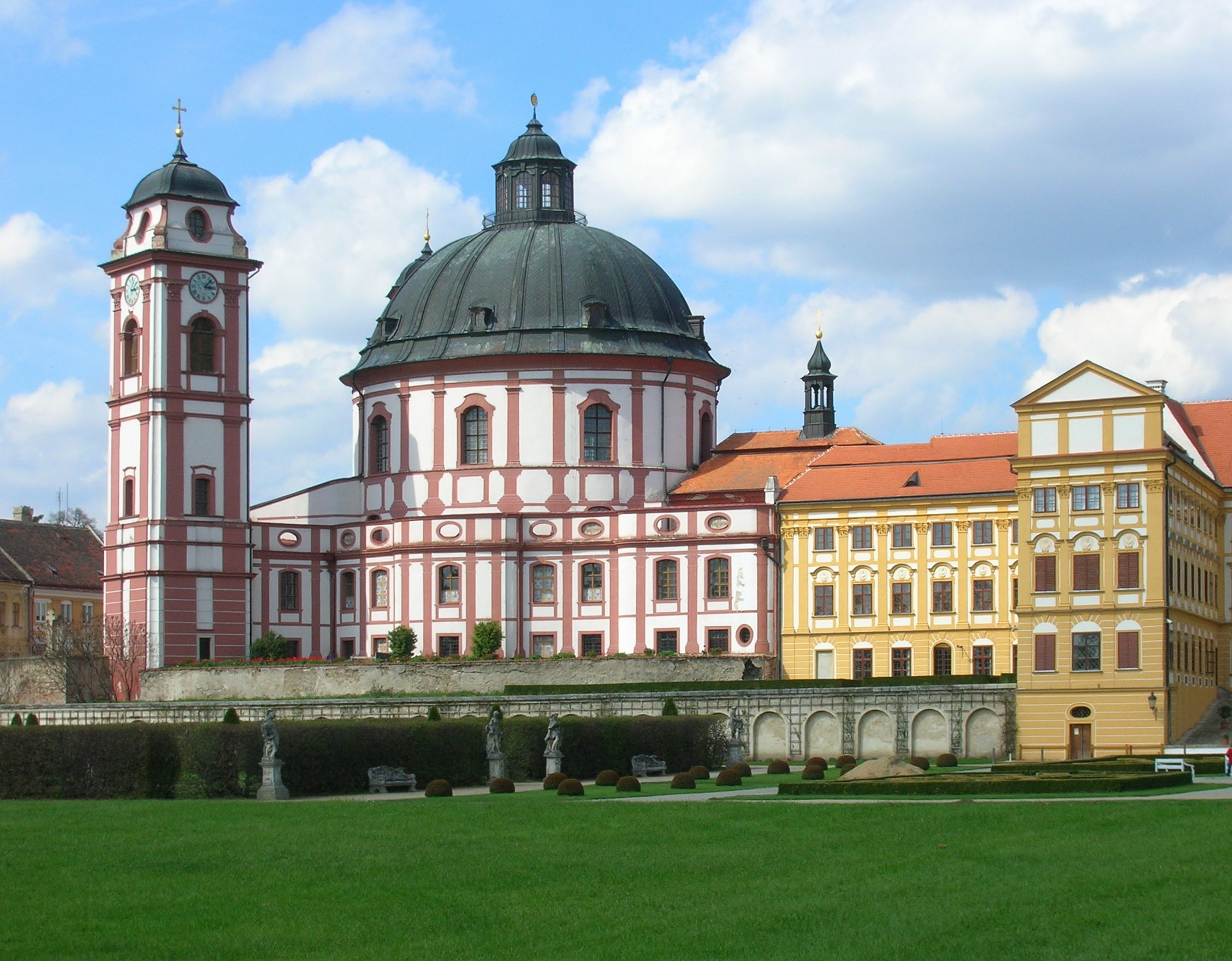
Замок Яромержице над Покутной і костел. Св. Барбори
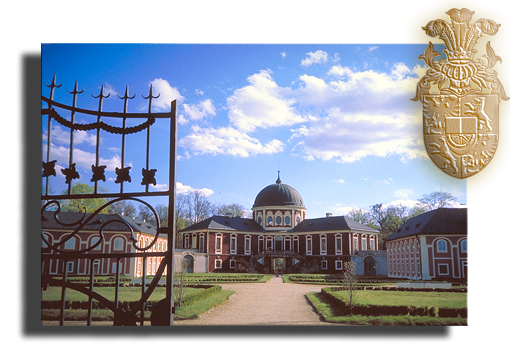
Вельтруси, парадний двір
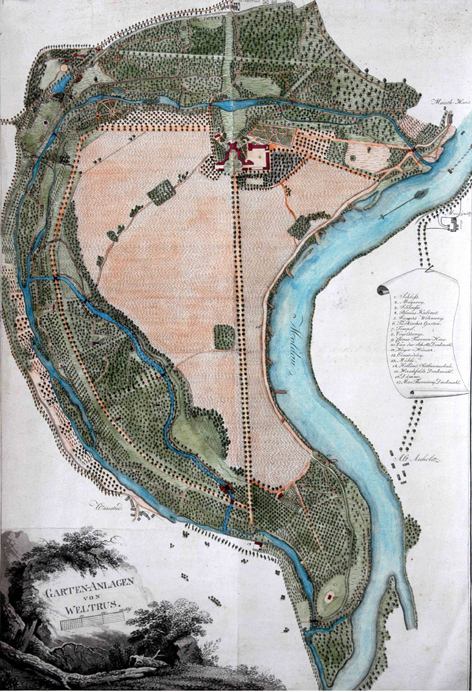
План парку, Вельтруси
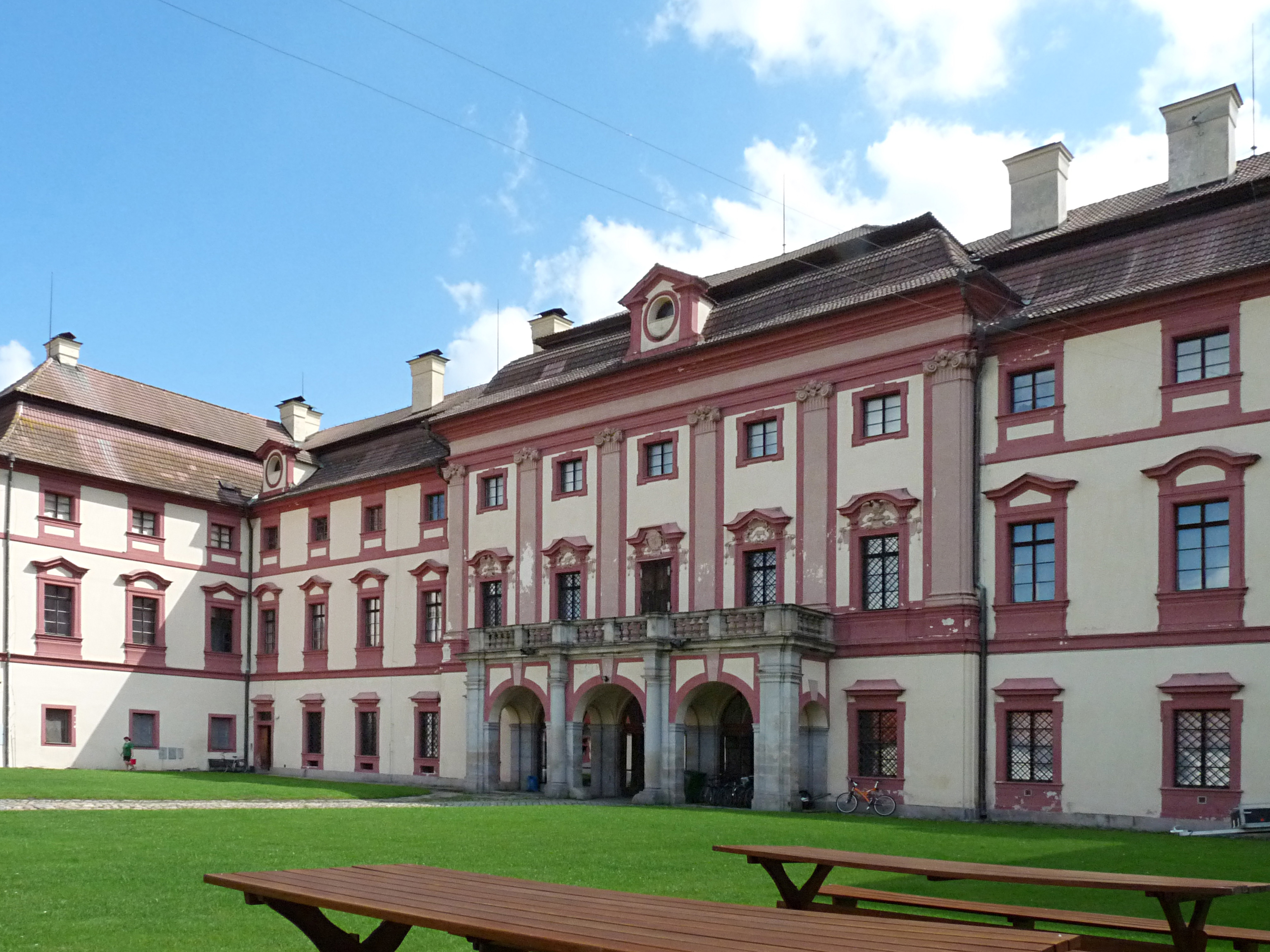
Мисливський замок Ограда
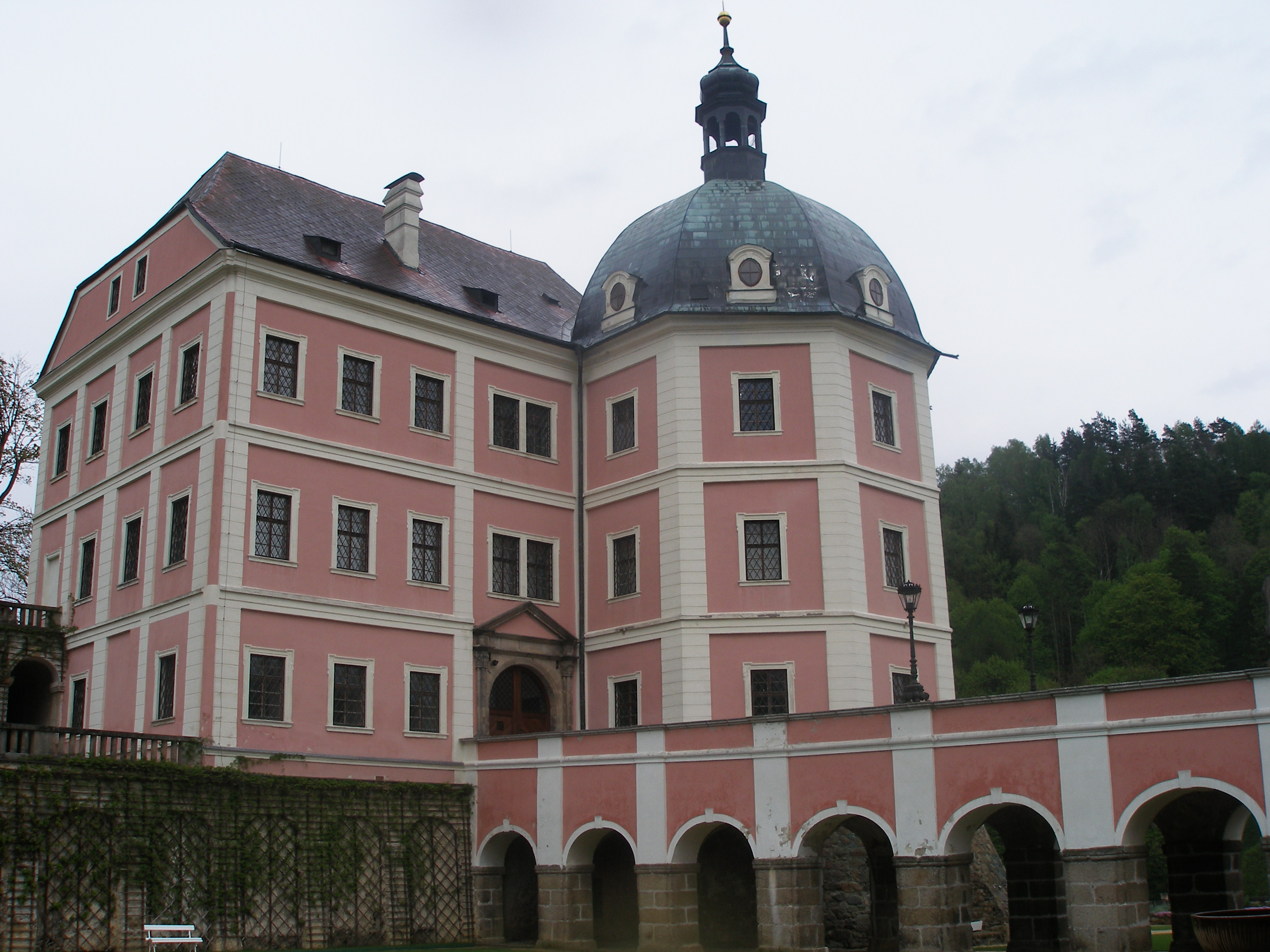
Замок Бечов над Теплой
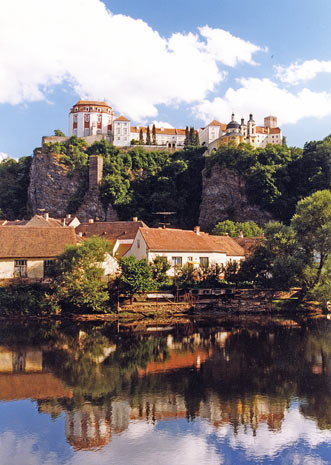
Замок Вранов-над-Диєю
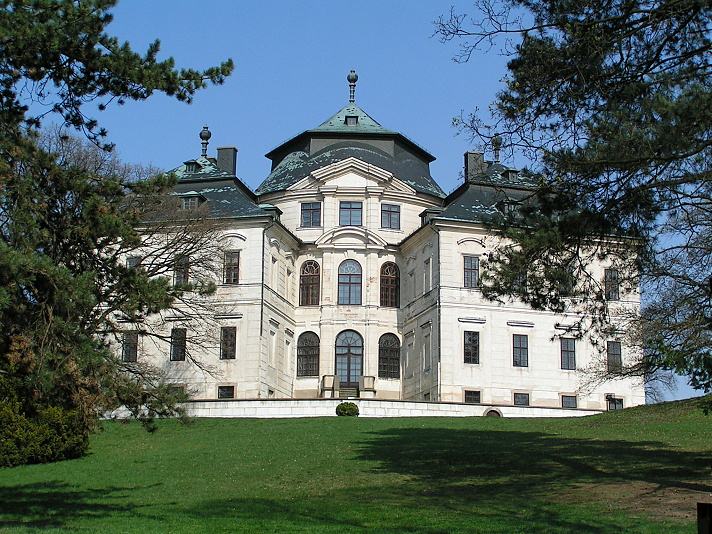
Замок Карлова Коруна, м. Хлумец
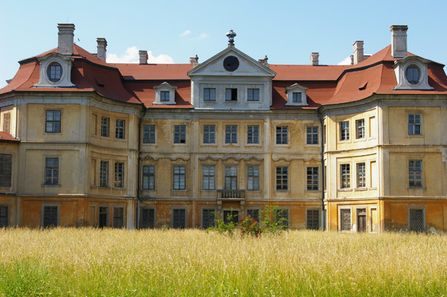
Замок Лобковицьких в Горині
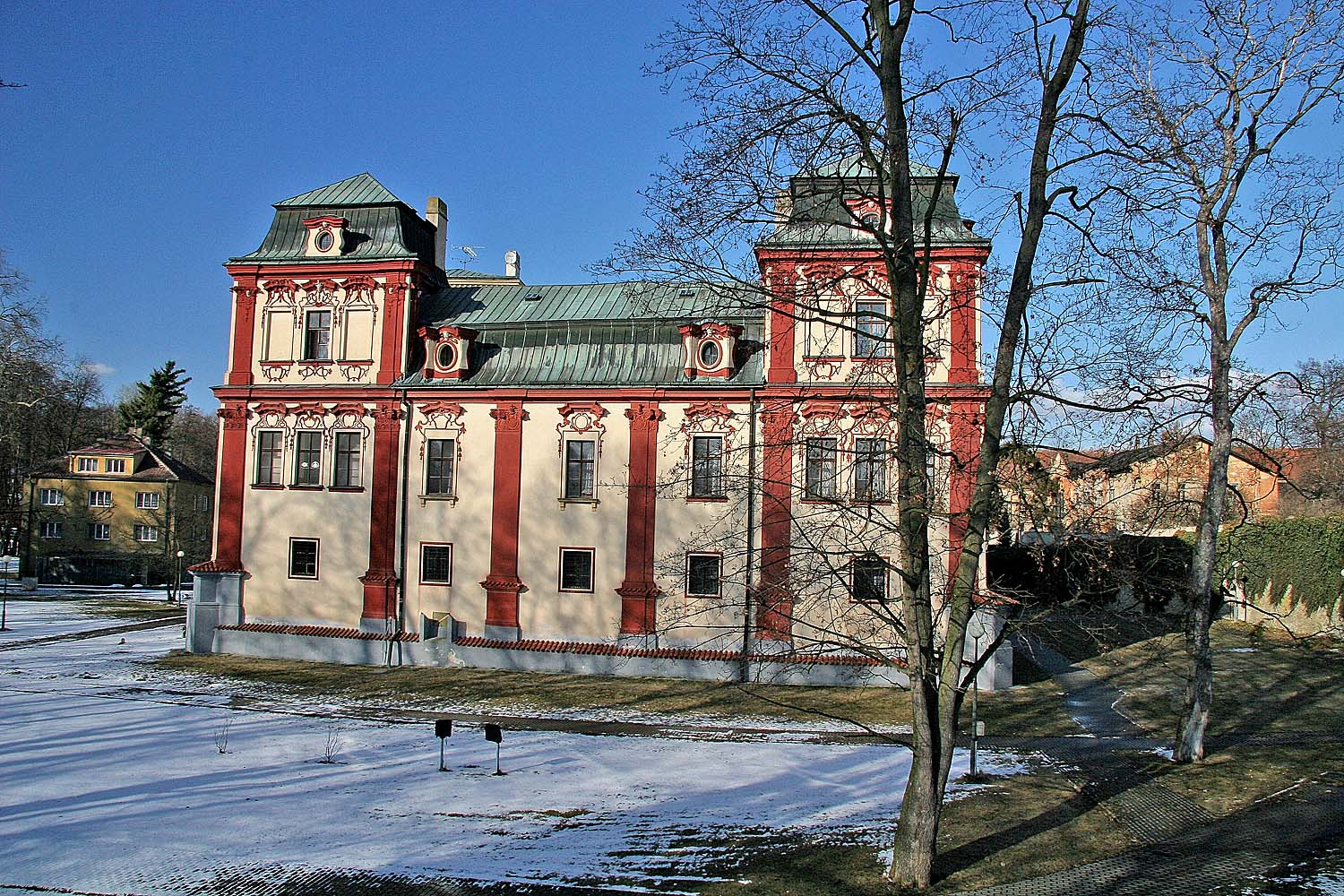
Свойшице, малий замок
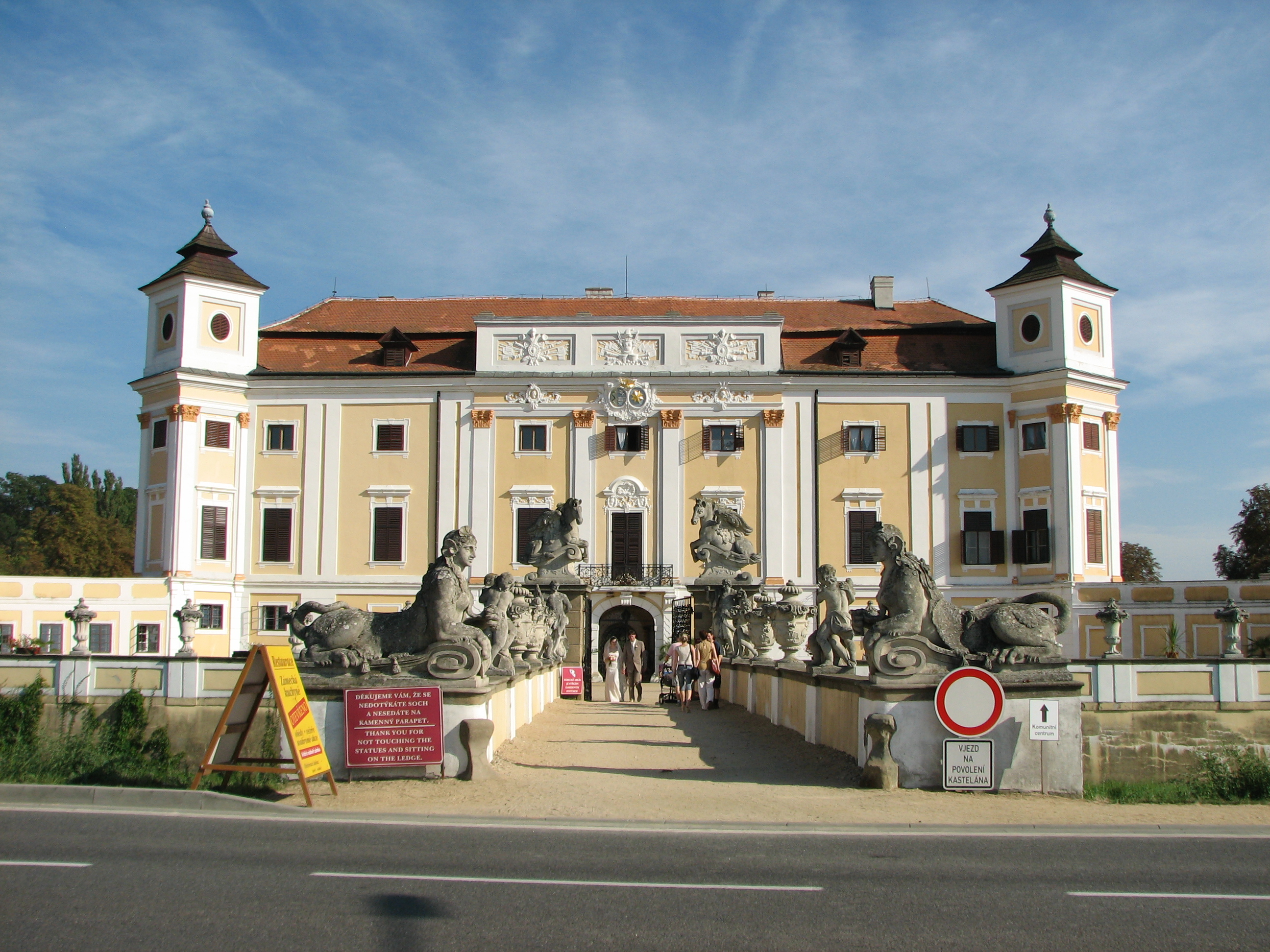
Замок Мілотіце
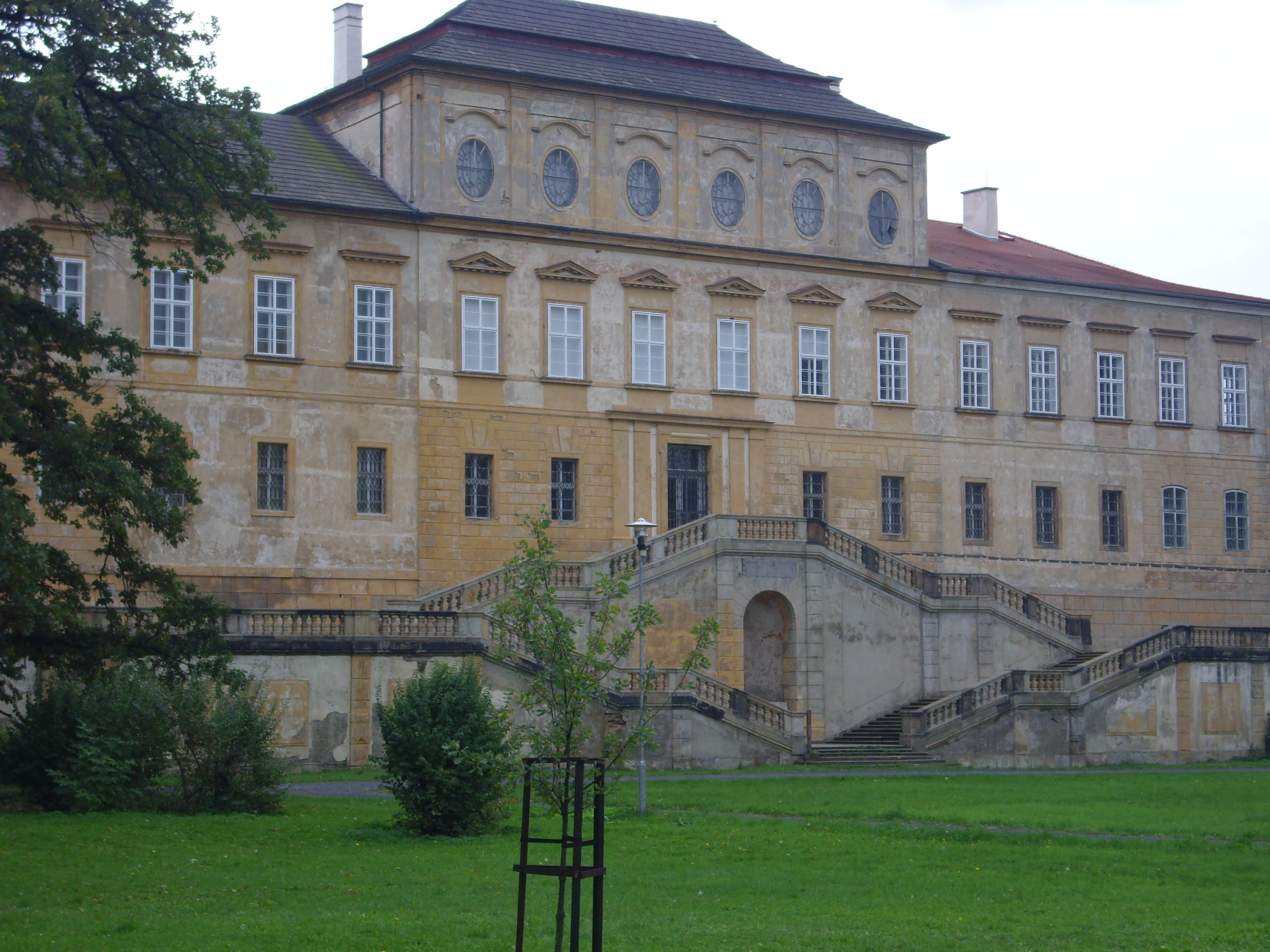
Замок Духцов
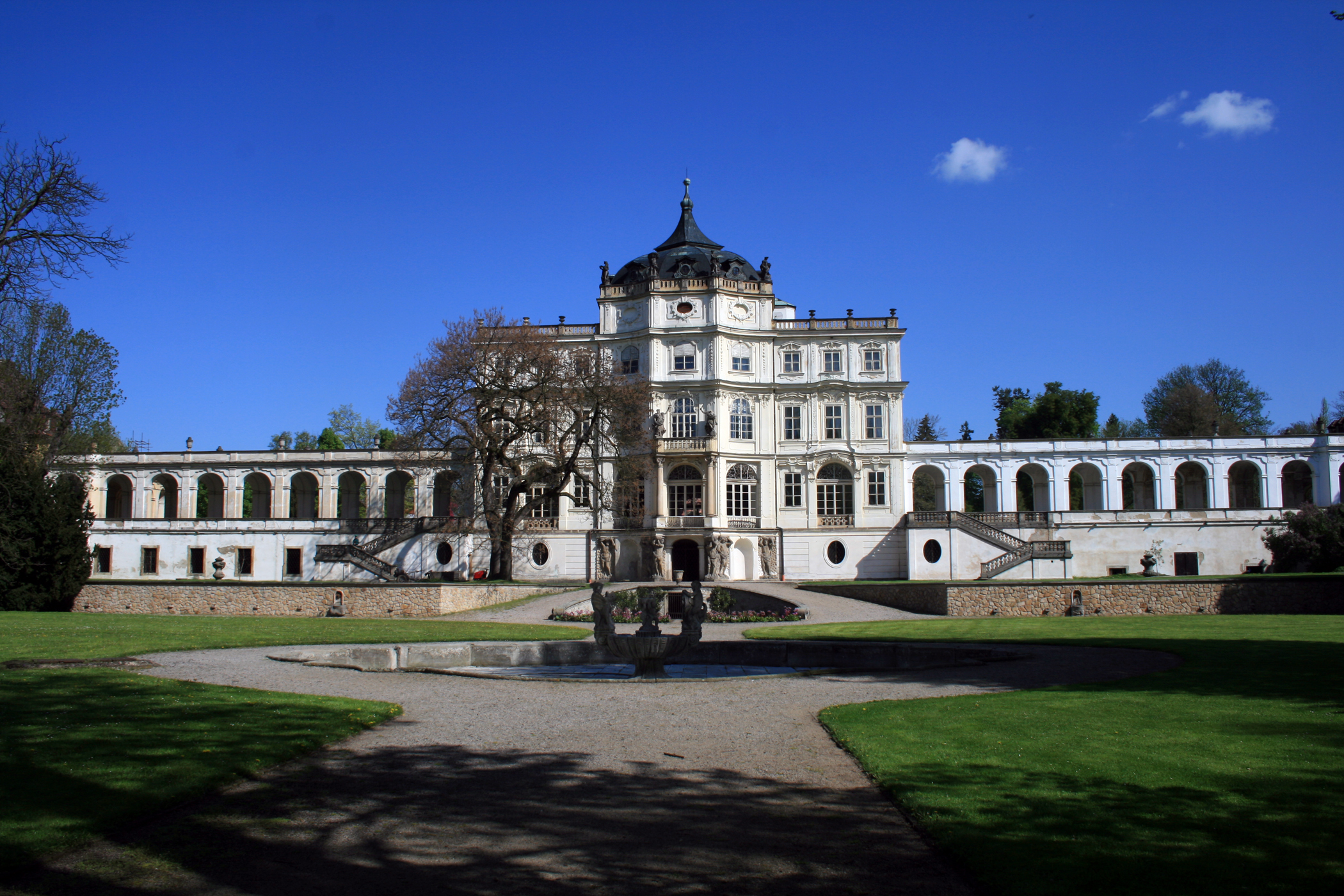
Замок Плосковіце
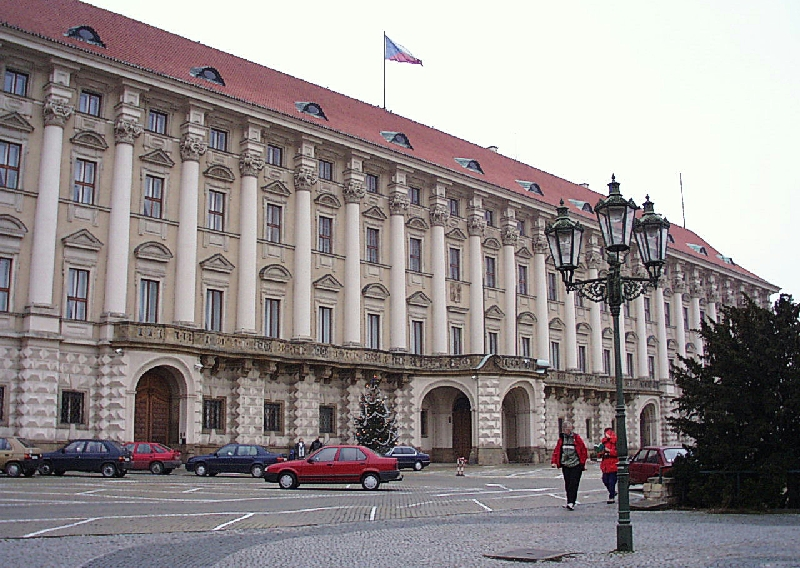
Чернінський палац, Прага
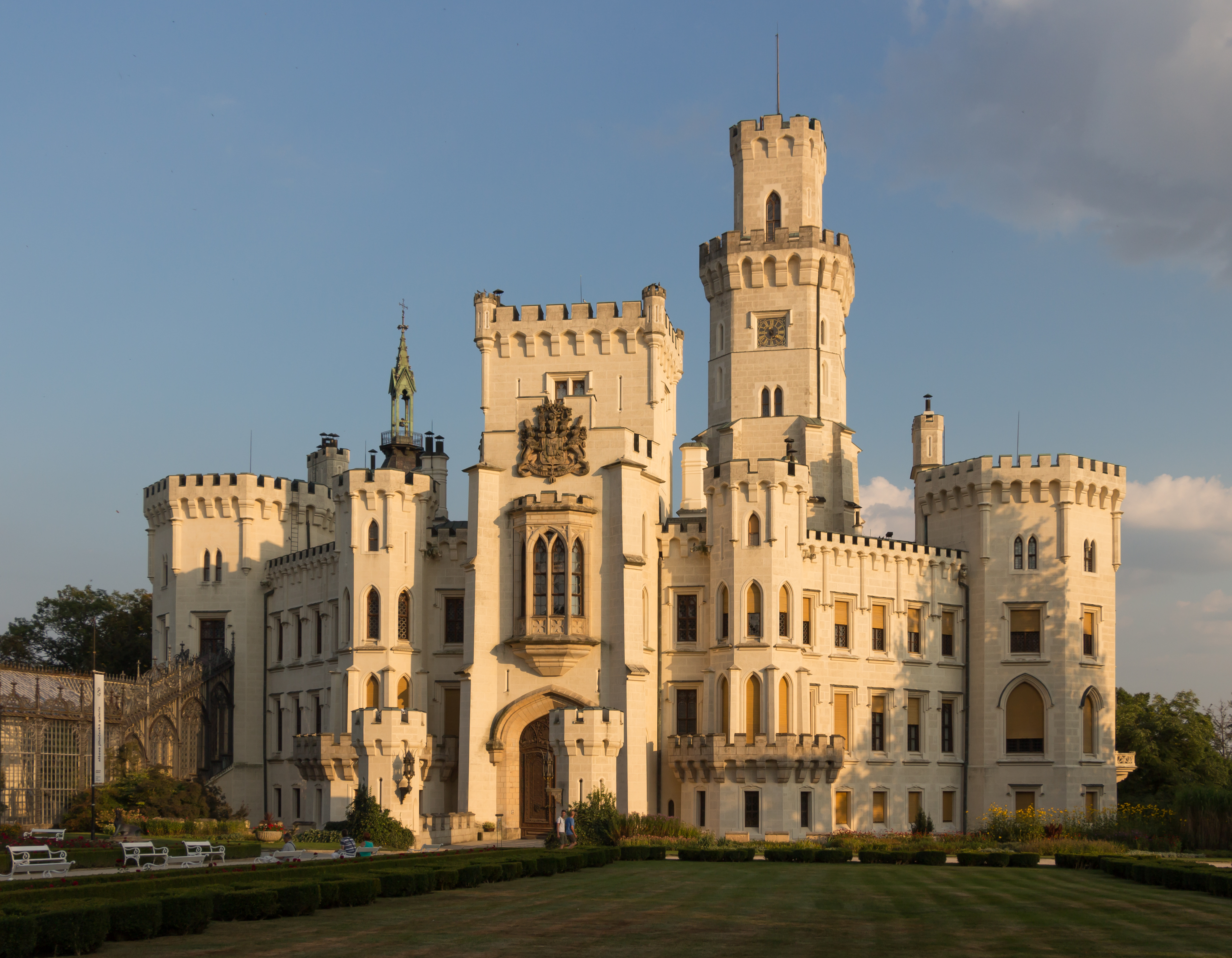
Замок Глубока
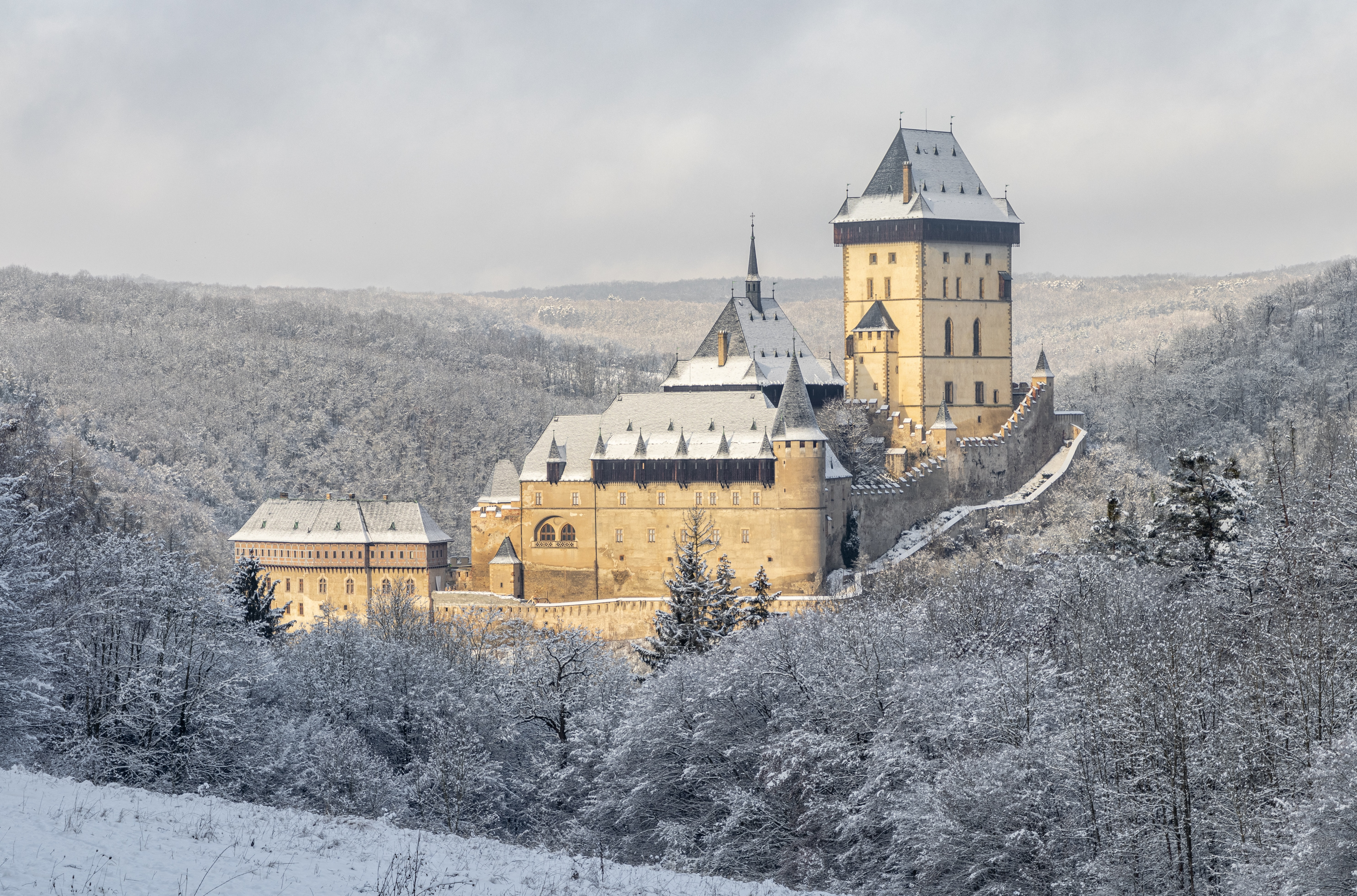
Замок Карлштейн
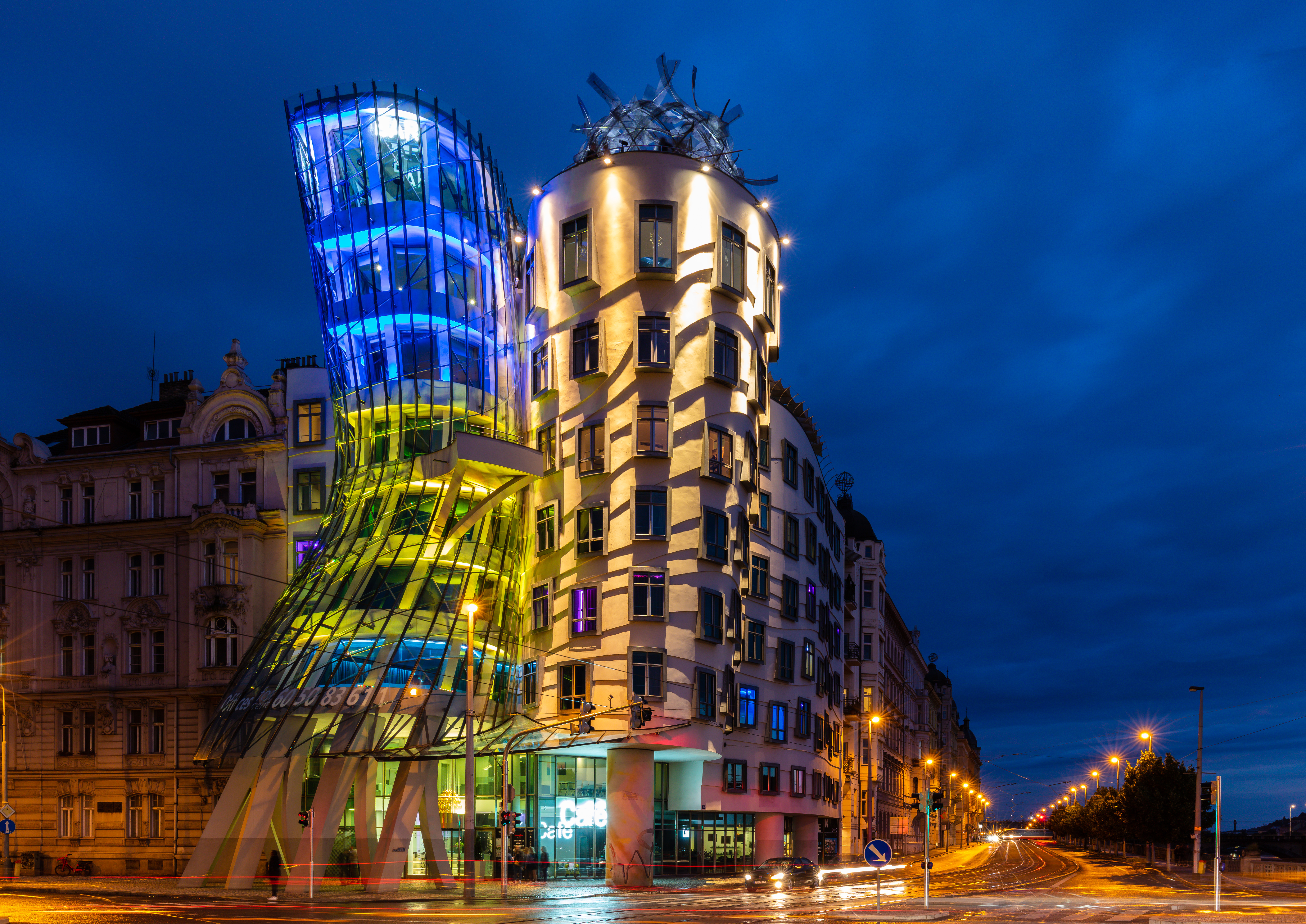
Танцюючий дім, Прага
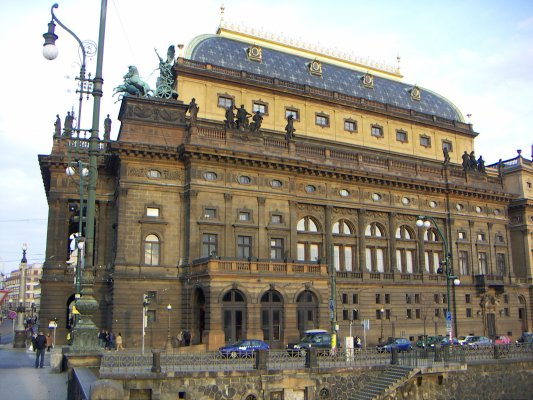
Національний театр, Прага

### Кіно

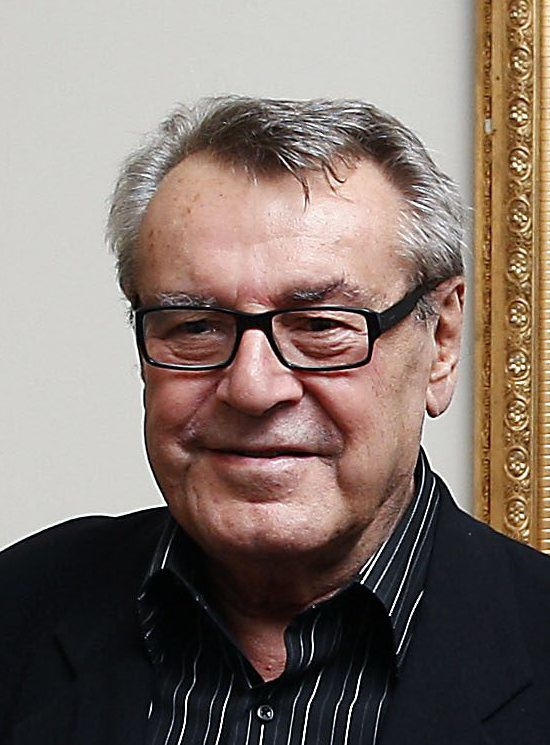
Мілош Форман

Кіноіндустрія в Чехії дуже розвинена. Кіностудії Barrandov є одними з найбільших і найвідоміших у Європі. Міжнародний кінофестиваль у Карлових Варах проходить щороку. Такі режисери, як Мілош Форман («Пролітаючи над гніздом зозулі»), Ян Сверак («Коля») та Їржі Менцель («Поїзди під пильним спостереженням») отримали «Оскар» за свої постановки.

### Вихідні, неробочі дні
Загальнодержавне значення в Чехії мають державні свята, інші свята та пам'ятні дні. Неробочими днями є як державні свята, так інші свята, зокрема релігійні дні.
- Кожна субота та неділя;
- 1 січня — День оновлення самостійности чеської держави. Новий рік;
- (березень-квітень) — Страсна п'ятниця;
- (березень-квітень) — Великодній понеділок;
- 1 травня — Свято Праці;
- 8 травня — День перемоги (кінець закінчення Другої світової війни в Європі);
- 5 липня — День слов'янських віровчителів Кирила і Методія;
- 6 липня — День спалення вчителя Яна Гуса;
- 28 вересня — День чеської державности. День святого Вацлава;
- 28 жовтня — День виникнення самостійної чехословацької держави;
- 17 листопада — День боротьби за свободу та демократію і міжнародний день студентства;
- 24 грудня — Щедрий день;
- 25 грудня — Перше різдвяне свято;
- 26 грудня — Друге різдвяне свято.[31]